# Liste des monuments historiques protégés en 1964
Cet article recense les monuments historiques français classés ou inscrits en 1964.

## Protections
| Édifice                                                            | Commune                     | Département           | Région                     | Protection              | Base Mérimée                         | Coordonnées                        | Image             |
| ------------------------------------------------------------------ | --------------------------- | --------------------- | -------------------------- | ----------------------- | ------------------------------------ | ---------------------------------- | ----------------- |
| Abbaye Notre-Dame d'Ambronay                                       | Ambronay                    | Ain                   | Auvergne-Rhône-Alpes       | inscrit                 | « PA00116291 », notice no PA00116291 | 46° 00′ 24″ nord, 5° 21′ 42″ est   |                   |
| Hôtel du Petit-Saint-Vincent                                       | Laon                        | Aisne                 | Hauts-de-France            | classé                  | « PA00115730 », notice no PA00115730 | 49° 33′ 50″ nord, 3° 36′ 58″ est   |                   |
| Maison natale de Paul Claudel                                      | Villeneuve-sur-Fère         | Aisne                 | Hauts-de-France            | inscrit                 | « PA00115982 », notice no PA00115982 | 49° 10′ 43″ nord, 3° 28′ 25″ est   |                   |
| Chapelle Saint-Philippe-Néri                                       | Nice                        | Alpes-Maritimes       | Provence-Alpes-Côte d'Azur | inscrit                 | « PA00080784 », notice no PA00080784 | 43° 42′ 01″ nord, 7° 14′ 55″ est   |                   |
| Grotte de la Tête du Lion                                          | Bidon                       | Ardèche               | Auvergne-Rhône-Alpes       | classé                  | « PA00116649 », notice no PA00116649 | 44° 19′ 40″ nord, 4° 32′ 49″ est   |                   |
| Collégiale Saint-Ermel de Vireux-Molhain                           | Vireux-Molhain              | Ardennes              | Grand Est                  | classé                  | « PA00078543 », notice no PA00078543 | 50° 05′ 21″ nord, 4° 42′ 34″ est   |                   |
| Église Saint-André de La Bastide-de-Bousignac                      | La Bastide-de-Bousignac     | Ariège                | Occitanie                  | inscrit                 | « PA00093773 », notice no PA00093773 | 43° 03′ 15″ nord, 1° 53′ 09″ est   |                   |
| Prieuré et remparts de Camon                                       | Camon                       | Ariège                | Occitanie                  | inscrit                 | « PA00093781 », notice no PA00093781 | 43° 01′ 20″ nord, 1° 58′ 04″ est   |                   |
| Croix en fer d'Ercé                                                | Ercé                        | Ariège                | Occitanie                  | inscrit                 | « PA00093789 », notice no PA00093789 | 42° 49′ 05″ nord, 1° 15′ 02″ est   |                   |
| Église Notre-Dame-de-l'Assomption d'Ercé                           | Ercé                        | Ariège                | Occitanie                  | inscrit                 | « PA00093790 », notice no PA00093790 | 42° 51′ 00″ nord, 1° 17′ 22″ est   |                   |
| Chapelle Saint-Jean d'Eycheil                                      | Eycheil                     | Ariège                | Occitanie                  | inscrit                 | « PA00093791 », notice no PA00093791 | 42° 57′ 58″ nord, 1° 09′ 33″ est   |                   |
| Église Saint-Volusien de Foix                                      | Foix                        | Ariège                | Occitanie                  | classé                  | « PA00093794 », notice no PA00093794 | 42° 58′ 01″ nord, 1° 36′ 24″ est   |                   |
| Église de la Sainte-Trinité de Loubens                             | Loubens                     | Ariège                | Occitanie                  | inscrit                 | « PA00093810 », notice no PA00093810 | 43° 02′ 43″ nord, 1° 32′ 50″ est   |                   |
| Hôtel-Dieu                                                         | Troyes                      | Aube                  | Grand Est                  | classé                  | « PA00078266 », notice no PA00078266 | 48° 17′ 57″ nord, 4° 04′ 43″ est   |                   |
| Maison Nicol                                                       | Mas-Saintes-Puelles         | Aude                  | Occitanie                  | inscrit                 | « PA00102766 », notice no PA00102766 | 43° 18′ 49″ nord, 1° 52′ 32″ est   |                   |
| Vestiges archéologiques                                            | Montferrand                 | Aude                  | Occitanie                  | classé                  | « PA00102779 », notice no PA00102779 | 43° 21′ 38″ nord, 1° 49′ 04″ est   |                   |
| Hôtel de Boisgelin                                                 | Aix-en-Provence             | Bouches-du-Rhône      | Provence-Alpes-Côte d'Azur | classé                  | « PA00081021 », notice no PA00081021 | 43° 31′ 31″ nord, 5° 27′ 01″ est   |                   |
| Église Saint-Sauveur                                               | Fos-sur-Mer                 | Bouches-du-Rhône      | Provence-Alpes-Côte d'Azur | inscrit                 | « PA00081276 », notice no PA00081276 | 43° 26′ 19″ nord, 4° 56′ 46″ est   |                   |
| Église Notre-Dame-des-Accoules                                     | Marseille                   | Bouches-du-Rhône      | Provence-Alpes-Côte d'Azur | inscrit                 | « PA00081334 », notice no PA00081334 | 43° 17′ 52″ nord, 5° 22′ 08″ est   |                   |
| Fort Saint-Jean                                                    | Marseille                   | Bouches-du-Rhône      | Provence-Alpes-Côte d'Azur | classé                  | « PA00081344 », notice no PA00081344 | 43° 17′ 43″ nord, 5° 21′ 43″ est   |                   |
| Grotte de L'Escale                                                 | Saint-Estève-Janson         | Bouches-du-Rhône      | Provence-Alpes-Côte d'Azur | classé                  | « PA00081429 », notice no PA00081429 | 43° 40′ 58″ nord, 5° 23′ 31″ est   |                   |
| Église Saint-Étienne                                               | Beaumesnil                  | Calvados              | Normandie                  | inscrit                 | « PA00111073 », notice no PA00111073 | 48° 53′ 41″ nord, 0° 59′ 02″ ouest |                   |
| Château de Bonneville-sur-Touques                                  | Bonneville-sur-Touques      | Calvados              | Normandie                  | classé                  | « PA00111104 », notice no PA00111104 | 49° 20′ 15″ nord, 0° 07′ 02″ est   |                   |
| Église Notre-Dame de Quesnay                                       | Estrées-la-Campagne         | Calvados              | Normandie                  | inscrit                 | « PA00111304 », notice no PA00111304 | 49° 00′ 06″ nord, 0° 15′ 16″ ouest |                   |
| Tour de Marzes                                                     | Saint-Cernin                | Cantal                | Auvergne-Rhône-Alpes       | inscrit                 | « PA00093602 », notice no PA00093602 | 45° 04′ 10″ nord, 2° 26′ 57″ est   |                   |
| Château de Ragheaud                                                | Saint-Cernin                | Cantal                | Auvergne-Rhône-Alpes       | inscrit                 | « PA00093600 », notice no PA00093600 | 45° 02′ 43″ nord, 2° 23′ 41″ est   |                   |
| Château de Merle                                                   | Saint-Constant-Fournoulès   | Cantal                | Auvergne-Rhône-Alpes       | inscrit                 | « PA00093606 », notice no PA00093606 | 44° 40′ 49″ nord, 2° 15′ 41″ est   |                   |
| Château de la Bastide                                              | Salers                      | Cantal                | Auvergne-Rhône-Alpes       | inscrit                 | « PA00093672 », notice no PA00093672 | 45° 08′ 14″ nord, 2° 29′ 34″ est   |                   |
| Tour de Chavaniac                                                  | Sauvat                      | Cantal                | Auvergne-Rhône-Alpes       | inscrit                 | « PA00093689 », notice no PA00093689 | 45° 19′ 12″ nord, 2° 26′ 01″ est   |                   |
| Tour du Breuil                                                     | Dignac                      | Charente              | Nouvelle-Aquitaine         | inscrit                 | « PA00104354 », notice no PA00104354 | 45° 33′ 42″ nord, 0° 17′ 27″ est   |                   |
| Église Saint-André d'Exideuil-sur-Vienne                           | Exideuil-sur-Vienne         | Charente              | Nouvelle-Aquitaine         | classé                  | « PA00104368 », notice no PA00104368 | 45° 53′ 12″ nord, 0° 40′ 25″ est   |                   |
| Église Saint-Brice de Saint-Brice                                  | Saint-Brice                 | Charente              | Nouvelle-Aquitaine         | inscrit                 | « PA00104492 », notice no PA00104492 | 45° 41′ 15″ nord, 0° 16′ 38″ ouest |                   |
| Logis de Sireuil XVIIIe siècle                                     | Sireuil                     | Charente              | Nouvelle-Aquitaine         | inscrit                 | « PA00104519 », notice no PA00104519 | 45° 36′ 55″ nord, 0° 00′ 32″ est   |                   |
| Église Saint-Pierre-Saint-Laurent de Touzac                        | Touzac                      | Charente              | Nouvelle-Aquitaine         | classé                  | « PA00104525 », notice no PA00104525 | 45° 33′ 06″ nord, 0° 09′ 20″ ouest |                   |
| Église Saint-Laurent de Plassac                                    | Plassac                     | Charente-Maritime     | Nouvelle-Aquitaine         | inscrit                 | « PA00104840 », notice no PA00104840 | 45° 28′ 00″ nord, 0° 34′ 04″ ouest | catégorie commons |
| Polissoir                                                          | Saintes                     | Charente-Maritime     | Nouvelle-Aquitaine         | classé                  | « PA00105260 », notice no PA00105260 | 45° 44′ 47″ nord, 0° 37′ 14″ ouest |                   |
| Rempart gallo-romain                                               | Bourges                     | Cher                  | Centre-Val de Loire        | classé                  | « PA00096671 », notice no PA00096671 | 47° 04′ 59″ nord, 2° 23′ 59″ est   |                   |
| Maison à pans de bois                                              | Bourges                     | Cher                  | Centre-Val de Loire        | inscrit                 | « PA00096728 », notice no PA00096728 | 47° 05′ 10″ nord, 2° 23′ 37″ est   |                   |
| Abbaye Saint-Ambroix                                               | Bourges                     | Cher                  | Centre-Val de Loire        | inscrit                 | « PA00096654 », notice no PA00096654 | 47° 05′ 24″ nord, 2° 23′ 36″ est   |                   |
| Maison Grégueil                                                    | Châteaumeillant             | Cher                  | Centre-Val de Loire        | inscrit                 | « PA00096765 », notice no PA00096765 | 46° 33′ 36″ nord, 2° 11′ 42″ est   |                   |
| Hôtel Desbruslys                                                   | Brive-la-Gaillarde          | Corrèze               | Nouvelle-Aquitaine         | inscrit                 | « PA00099692 », notice no PA00099692 | 45° 09′ 31″ nord, 1° 32′ 06″ est   |                   |
| Obélisque                                                          | Dijon                       | Côte-d'Or             | Bourgogne-Franche-Comté    | inscrit                 | « PA00112426 », notice no PA00112426 | 47° 18′ 54″ nord, 5° 01′ 42″ est   |                   |
| Hôtel de Gissey                                                    | Dijon                       | Côte-d'Or             | Bourgogne-Franche-Comté    | inscrit                 | « PA00112300 », notice no PA00112300 | 47° 19′ 14″ nord, 5° 02′ 18″ est   |                   |
| Muséum d'histoire naturelle                                        | Dijon                       | Côte-d'Or             | Bourgogne-Franche-Comté    | classé                  | « PA00112251 », notice no PA00112251 | 47° 19′ 19″ nord, 5° 01′ 44″ est   |                   |
| Château de Jours-lès-Baigneux                                      | Jours-lès-Baigneux          | Côte-d'Or             | Bourgogne-Franche-Comté    | classé                  | « PA00112497 », notice no PA00112497 | 47° 37′ 51″ nord, 4° 35′ 50″ est   |                   |
| Halles                                                             | Vitteaux                    | Côte-d'Or             | Bourgogne-Franche-Comté    | classé                  | « PA00112735 », notice no PA00112735 | 47° 23′ 49″ nord, 4° 32′ 31″ est   |                   |
| Église Sainte-Geneviève de Guénézan                                | Bégard                      | Côtes-d'Armor         | Bretagne                   | inscrit                 | « PA00089020 », notice no PA00089020 | 48° 37′ 05″ nord, 3° 17′ 08″ ouest |                   |
| Chapelle de Botlézan et son placître                               | Bégard                      | Côtes-d'Armor         | Bretagne                   | inscrit                 | « PA00089018 », notice no PA00089018 | 48° 37′ 19″ nord, 3° 19′ 32″ ouest |                   |
| Église Saint-Méen de Lannevent et son placître planté d'arbres     | Bégard                      | Côtes-d'Armor         | Bretagne                   | inscrit                 | « PA00089021 », notice no PA00089021 | 48° 38′ 52″ nord, 3° 18′ 51″ ouest |                   |
| Chapelle Notre-Dame du Danouët                                     | Bourbriac                   | Côtes-d'Armor         | Bretagne                   | inscrit                 | « PA00089029 », notice no PA00089029 | 48° 27′ 48″ nord, 3° 11′ 09″ ouest |                   |
| Croix de calvaire de Saint-Houarneau                               | Bourbriac                   | Côtes-d'Armor         | Bretagne                   | inscrit                 | « PA00089031 », notice no PA00089031 | 48° 26′ 59″ nord, 3° 13′ 42″ ouest |                   |
| Croix de chemin en granit                                          | Bourbriac                   | Côtes-d'Armor         | Bretagne                   | inscrit                 | « PA00089032 », notice no PA00089032 | 48° 27′ 48″ nord, 3° 11′ 08″ ouest |                   |
| Chapelle de Saint-Houarneau                                        | Bourbriac                   | Côtes-d'Armor         | Bretagne                   | inscrit                 | « PA00089030 », notice no PA00089030 | 48° 26′ 58″ nord, 3° 13′ 42″ ouest |                   |
| Église Saint-Nicodème                                              | Bourseul                    | Côtes-d'Armor         | Bretagne                   | inscrit                 | « PA00089039 », notice no PA00089039 | 48° 29′ 14″ nord, 2° 15′ 30″ ouest |                   |
| Chapelle Saint-Blaise                                              | Bulat-Pestivien             | Côtes-d'Armor         | Bretagne                   | inscrit                 | « PA00089043 », notice no PA00089043 | 48° 25′ 43″ nord, 3° 19′ 59″ ouest |                   |
| Maison à porte à fronton                                           | Collinée                    | Côtes-d'Armor         | Bretagne                   | inscrit                 | « PA00089063 », notice no PA00089063 | 48° 18′ 01″ nord, 2° 31′ 09″ ouest |                   |
| Croix Macquerel                                                    | Évran                       | Côtes-d'Armor         | Bretagne                   | inscrit                 | « PA00089148 », notice no PA00089148 | 48° 23′ 32″ nord, 1° 58′ 31″ ouest |                   |
| Manoir du Guermain                                                 | Le Fœil                     | Côtes-d'Armor         | Bretagne                   | inscrit                 | « PA00089153 », notice no PA00089153 | 48° 24′ 48″ nord, 2° 55′ 48″ ouest |                   |
| Château de Coat-Couraval                                           | Glomel                      | Côtes-d'Armor         | Bretagne                   | inscrit                 | « PA00089159 », notice no PA00089159 | 48° 12′ 16″ nord, 3° 21′ 21″ ouest |                   |
| Manoir de Kérurien                                                 | Grâces                      | Côtes-d'Armor         | Bretagne                   | inscrit                 | « PA00089174 », notice no PA00089174 | 48° 32′ 48″ nord, 3° 12′ 20″ ouest |                   |
| Château des Salles                                                 | Guingamp                    | Côtes-d'Armor         | Bretagne                   | inscrit                 | « PA00089177 », notice no PA00089177 | 48° 33′ 30″ nord, 3° 09′ 23″ ouest |                   |
| Chapelle Saint-Fiacre                                              | Gurunhuel                   | Côtes-d'Armor         | Bretagne                   | inscrit                 | « PA00089193 », notice no PA00089193 | 48° 29′ 37″ nord, 3° 18′ 19″ ouest |                   |
| Croix en granit du XVe siècle                                      | Hénansal                    | Côtes-d'Armor         | Bretagne                   | inscrit                 | « PA00089198 », notice no PA00089198 | 48° 32′ 44″ nord, 2° 26′ 38″ ouest |                   |
| Château de Catuelan                                                | Hénon                       | Côtes-d'Armor         | Bretagne                   | inscrit                 | « PA00089200 », notice no PA00089200 | 48° 24′ 15″ nord, 2° 40′ 20″ ouest |                   |
| Ancienne maison                                                    | Kergrist-Moëlou             | Côtes-d'Armor         | Bretagne                   | inscrit                 | « PA00089214 », notice no PA00089214 | 48° 18′ 36″ nord, 3° 19′ 03″ ouest |                   |
| Calvaire de Kerligan                                               | Kerien                      | Côtes-d'Armor         | Bretagne                   | inscrit                 | « PA00089215 », notice no PA00089215 | 48° 24′ 55″ nord, 3° 14′ 08″ ouest |                   |
| Abbaye Notre-Dame de Coatmalouen                                   | Kerpert                     | Côtes-d'Armor         | Bretagne                   | inscrit                 | « PA00089216 », notice no PA00089216 | 48° 24′ 09″ nord, 3° 06′ 18″ ouest |                   |
| Maison du Bourreau                                                 | Lamballe                    | Côtes-d'Armor         | Bretagne                   | classé                  | « PA00089231 », notice no PA00089231 | 48° 28′ 10″ nord, 2° 30′ 56″ ouest |                   |
| Deux maisons                                                       | Lamballe                    | Côtes-d'Armor         | Bretagne                   | inscrit                 | « PA00089232 », notice no PA00089232 | 48° 28′ 07″ nord, 2° 31′ 00″ ouest |                   |
| Deux maisons                                                       | Lamballe                    | Côtes-d'Armor         | Bretagne                   | inscrit                 | « PA00089233 », notice no PA00089233 | 48° 28′ 07″ nord, 2° 31′ 02″ ouest |                   |
| Croix                                                              | Lamballe                    | Côtes-d'Armor         | Bretagne                   | inscrit                 | « PA00089220 », notice no PA00089220 | 48° 28′ 33″ nord, 2° 28′ 19″ ouest |                   |
| Croix sculptée                                                     | Lamballe                    | Côtes-d'Armor         | Bretagne                   | inscrit                 | « PA00089221 », notice no PA00089221 | 48° 26′ 23″ nord, 2° 32′ 27″ ouest |                   |
| Croix de Saint-Hubert                                              | Landébia                    | Côtes-d'Armor         | Bretagne                   | inscrit                 | « PA00089242 », notice no PA00089242 | 48° 31′ 06″ nord, 2° 20′ 03″ ouest |                   |
| Croix                                                              | Landébia                    | Côtes-d'Armor         | Bretagne                   | inscrit                 | « PA00089243 », notice no PA00089243 | 48° 30′ 50″ nord, 2° 20′ 13″ ouest |                   |
| Croix de Rosquelfen                                                | Laniscat                    | Côtes-d'Armor         | Bretagne                   | inscrit                 | « PA00089251 », notice no PA00089251 | 48° 13′ 34″ nord, 3° 09′ 44″ ouest |                   |
| Monastère Sainte-Anne                                              | Lannion                     | Côtes-d'Armor         | Bretagne                   | inscrit                 | « PA00089265 », notice no PA00089265 | 48° 43′ 49″ nord, 3° 27′ 42″ ouest |                   |
| Croix de Kervoënno                                                 | Lannion                     | Côtes-d'Armor         | Bretagne                   | inscrit                 | « PA00089285 », notice no PA00089285 | 48° 44′ 45″ nord, 3° 29′ 37″ ouest |                   |
| Manoir de Kervégan (Servel)                                        | Lannion                     | Côtes-d'Armor         | Bretagne                   | inscrit                 | « PA00089287 », notice no PA00089287 | 48° 44′ 30″ nord, 3° 29′ 38″ ouest |                   |
| Chapelle Saint-Nicodème                                            | Lannion                     | Côtes-d'Armor         | Bretagne                   | inscrit                 | « PA00089283 », notice no PA00089283 | 48° 44′ 26″ nord, 3° 29′ 44″ ouest |                   |
| Chapelle Saint-Maudez                                              | Lanvellec                   | Côtes-d'Armor         | Bretagne                   | inscrit                 | « PA00089299 », notice no PA00089299 | 48° 37′ 21″ nord, 3° 32′ 19″ ouest |                   |
| Église Saint-Hernin et cimetière                                   | Locarn                      | Côtes-d'Armor         | Bretagne                   | inscrit                 | « PA00089306 », notice no PA00089306 | 48° 19′ 08″ nord, 3° 25′ 22″ ouest |                   |
| Allée couverte de Kernescop                                        | Lohuec                      | Côtes-d'Armor         | Bretagne                   | classé                  | « PA00089313 », notice no PA00089313 | 48° 27′ 20″ nord, 3° 32′ 08″ ouest |                   |
| Manoir du Cosquer (Louannec)                                       | Louannec                    | Côtes-d'Armor         | Bretagne                   | inscrit                 | « PA00089315 », notice no PA00089315 | 48° 46′ 07″ nord, 3° 24′ 09″ ouest |                   |
| Stèle protohistorique de Maël-Pestivien                            | Maël-Pestivien              | Côtes-d'Armor         | Bretagne                   | inscrit                 | « PA00089320 », notice no PA00089320 | 48° 22′ 35″ nord, 3° 17′ 20″ ouest |                   |
| Manoir de la Chesnaye-Taniot                                       | Matignon                    | Côtes-d'Armor         | Bretagne                   | inscrit                 | « PA00089323 », notice no PA00089323 | 48° 36′ 11″ nord, 2° 17′ 37″ ouest |                   |
| Maisons                                                            | Moncontour                  | Côtes-d'Armor         | Bretagne                   | inscrit                 | « PA00089338 », notice no PA00089338 | 48° 21′ 39″ nord, 2° 37′ 57″ ouest |                   |
| Groupe de deux maisons identiques                                  | Paimpol                     | Côtes-d'Armor         | Bretagne                   | inscrit                 | « PA00089358 », notice no PA00089358 | 48° 46′ 51″ nord, 3° 02′ 43″ ouest |                   |
| Maison                                                             | Paimpol                     | Côtes-d'Armor         | Bretagne                   | inscrit                 | « PA00089357 », notice no PA00089357 | 48° 46′ 47″ nord, 3° 02′ 43″ ouest |                   |
| Maison                                                             | Paimpol                     | Côtes-d'Armor         | Bretagne                   | inscrit                 | « PA00089359 », notice no PA00089359 | 48° 46′ 46″ nord, 3° 02′ 46″ ouest |                   |
| Maison                                                             | Paimpol                     | Côtes-d'Armor         | Bretagne                   | inscrit                 | « PA00089356 », notice no PA00089356 | 48° 46′ 46″ nord, 3° 02′ 45″ ouest |                   |
| Chapelle de Lanvignec                                              | Paimpol                     | Côtes-d'Armor         | Bretagne                   | inscrit                 | « PA00089351 », notice no PA00089351 | 48° 47′ 00″ nord, 3° 03′ 31″ ouest |                   |
| Chapelle Notre-Dame de Kergrist                                    | Paimpol                     | Côtes-d'Armor         | Bretagne                   | inscrit                 | « PA00089352 », notice no PA00089352 | 48° 46′ 45″ nord, 3° 05′ 32″ ouest |                   |
| Menhir de Kerbelven                                                | Penvénan                    | Côtes-d'Armor         | Bretagne                   | inscrit                 | « PA00089374 », notice no PA00089374 | 48° 48′ 49″ nord, 3° 17′ 29″ ouest |                   |
| Chapelle Saint-Nicolas de Craffault                                | Plédran                     | Côtes-d'Armor         | Bretagne                   | inscrit                 | « PA00089401 », notice no PA00089401 | 48° 26′ 54″ nord, 2° 47′ 13″ ouest |                   |
| Allée couverte de La Roche Camio                                   | Plédran                     | Côtes-d'Armor         | Bretagne                   | classé                  | « PA00089398 », notice no PA00089398 | 48° 28′ 03″ nord, 2° 44′ 15″ ouest |                   |
| Manoir de Boisgelin                                                | Pléhédel                    | Côtes-d'Armor         | Bretagne                   | inscrit                 | « PA00089403 », notice no PA00089403 | 48° 40′ 51″ nord, 3° 01′ 31″ ouest |                   |
| Croix de la Belle Place                                            | Plémy                       | Côtes-d'Armor         | Bretagne                   | inscrit                 | « PA00089411 », notice no PA00089411 | 48° 20′ 56″ nord, 2° 39′ 40″ ouest |                   |
| Calvaire-fontaine                                                  | Plésidy                     | Côtes-d'Armor         | Bretagne                   | inscrit                 | « PA00089418 », notice no PA00089418 | 48° 26′ 47″ nord, 3° 07′ 14″ ouest |                   |
| Croix du cimetière de Plestan                                      | Plestan                     | Côtes-d'Armor         | Bretagne                   | inscrit                 | « PA00089425 », notice no PA00089425 | 48° 25′ 27″ nord, 2° 26′ 48″ ouest |                   |
| Menhir                                                             | Pleumeur-Bodou              | Côtes-d'Armor         | Bretagne                   | inscrit                 | « PA00089441 », notice no PA00089441 | 48° 47′ 43″ nord, 3° 30′ 32″ ouest |                   |
| Croix écotée de Pleumeur-Bodou                                     | Pleumeur-Bodou              | Côtes-d'Armor         | Bretagne                   | inscrit                 | « PA00089439 », notice no PA00089439 | 48° 46′ 25″ nord, 3° 31′ 04″ ouest |                   |
| Croix de Saint-Samson                                              | Pleumeur-Bodou              | Côtes-d'Armor         | Bretagne                   | inscrit                 | « PA00089440 », notice no PA00089440 | 48° 47′ 41″ nord, 3° 30′ 32″ ouest |                   |
| Chapelle de Saint-Samson                                           | Pleumeur-Bodou              | Côtes-d'Armor         | Bretagne                   | inscrit                 | « PA00089437 », notice no PA00089437 | 48° 47′ 43″ nord, 3° 30′ 32″ ouest |                   |
| Manoir de Kerbridou                                                | Plouaret                    | Côtes-d'Armor         | Bretagne                   | inscrit                 | « PA00089457 », notice no PA00089457 | 48° 37′ 35″ nord, 3° 27′ 47″ ouest |                   |
| Manoir de la Coudraye                                              | Ploubalay                   | Côtes-d'Armor         | Bretagne                   | inscrit                 | « PA00089460 », notice no PA00089460 | 48° 33′ 08″ nord, 2° 09′ 57″ ouest |                   |
| Château de la Ville Huchet                                         | Plouër-sur-Rance            | Côtes-d'Armor         | Bretagne                   | inscrit                 | « PA00089474 », notice no PA00089474 | 48° 31′ 21″ nord, 2° 00′ 22″ ouest |                   |
| Manoir de Roudourou                                                | Guingamp                    | Côtes-d'Armor         | Bretagne                   | inscrit                 | « PA00089493 », notice no PA00089493 | 48° 34′ 02″ nord, 3° 09′ 45″ ouest |                   |
| Église Saint-Pierre                                                | Plounévez-Quintin           | Côtes-d'Armor         | Bretagne                   | inscrit                 | « PA00089514 », notice no PA00089514 | 48° 17′ 27″ nord, 3° 13′ 53″ ouest |                   |
| Chapelle Notre-Dame de Kerhir                                      | Plounévez-Quintin           | Côtes-d'Armor         | Bretagne                   | inscrit                 | « PA00089512 », notice no PA00089512 | 48° 18′ 00″ nord, 3° 14′ 23″ ouest |                   |
| Chapelle Saint-Colomban et son calvaire                            | Plounévez-Quintin           | Côtes-d'Armor         | Bretagne                   | inscrit                 | « PA00089513 », notice no PA00089513 | 48° 17′ 34″ nord, 3° 16′ 25″ ouest |                   |
| Menhir du Pré de Camet                                             | Plouvara                    | Côtes-d'Armor         | Bretagne                   | classé                  | « PA00089520 », notice no PA00089520 | 48° 28′ 26″ nord, 2° 56′ 46″ ouest |                   |
| Croix                                                              | Plumieux                    | Côtes-d'Armor         | Bretagne                   | classé                  | « PA00089529 », notice no PA00089529 | 48° 06′ 01″ nord, 2° 35′ 06″ ouest |                   |
| Calvaire de la Croix-Rouge                                         | Pont-Melvez                 | Côtes-d'Armor         | Bretagne                   | inscrit                 | « PA00089538 », notice no PA00089538 | 48° 27′ 41″ nord, 3° 15′ 54″ ouest |                   |
| Maison à tour carrée                                               | Pontrieux                   | Côtes-d'Armor         | Bretagne                   | inscrit                 | « PA00089541 », notice no PA00089541 | 48° 41′ 51″ nord, 3° 09′ 34″ ouest |                   |
| Deux maisons                                                       | Pontrieux                   | Côtes-d'Armor         | Bretagne                   | inscrit                 | « PA00089542 », notice no PA00089542 | 48° 41′ 51″ nord, 3° 09′ 35″ ouest |                   |
| Fontaine                                                           | Pontrieux                   | Côtes-d'Armor         | Bretagne                   | inscrit                 | « PA00089539 », notice no PA00089539 | 48° 41′ 51″ nord, 3° 09′ 34″ ouest |                   |
| Église Saint-Hervé et son placître                                 | Quemperven                  | Côtes-d'Armor         | Bretagne                   | inscrit                 | « PA00089547 », notice no PA00089547 | 48° 43′ 31″ nord, 3° 19′ 19″ ouest |                   |
| Chapelle de Locmaria de Rostrenen                                  | Rostrenen                   | Côtes-d'Armor         | Bretagne                   | inscrit                 | « PA00089570 », notice no PA00089570 | 48° 13′ 41″ nord, 3° 18′ 25″ ouest |                   |
| Croix Mathias                                                      | Saint-Brieuc                | Côtes-d'Armor         | Bretagne                   | inscrit                 | « PA00089583 », notice no PA00089583 | 48° 30′ 32″ nord, 2° 46′ 18″ ouest |                   |
| Maison                                                             | Saint-Brieuc                | Côtes-d'Armor         | Bretagne                   | inscrit                 | « PA00089595 », notice no PA00089595 | 48° 31′ 00″ nord, 2° 45′ 50″ ouest |                   |
| Maison                                                             | Saint-Brieuc                | Côtes-d'Armor         | Bretagne                   | inscrit                 | « PA00089593 », notice no PA00089593 | 48° 30′ 57″ nord, 2° 45′ 48″ ouest |                   |
| Maison                                                             | Saint-Brieuc                | Côtes-d'Armor         | Bretagne                   | inscrit                 | « PA00089594 », notice no PA00089594 | 48° 31′ 00″ nord, 2° 45′ 50″ ouest |                   |
| Trois tumulus de Keranhouët                                        | Saint-Gildas                | Côtes-d'Armor         | Bretagne                   | inscrit                 | « PA00089619 », notice no PA00089619 | 48° 24′ 20″ nord, 3° 01′ 00″ ouest |                   |
| Croix du Sénéchal                                                  | Saint-Guen                  | Côtes-d'Armor         | Bretagne                   | inscrit                 | « PA00089630 », notice no PA00089630 | 48° 13′ 02″ nord, 2° 56′ 09″ ouest |                   |
| Fontaine Saint-Elouan                                              | Saint-Guen                  | Côtes-d'Armor         | Bretagne                   | inscrit                 | « PA00089631 », notice no PA00089631 | 48° 12′ 24″ nord, 2° 55′ 29″ ouest |                   |
| Ancienne église Saint-Lunaire                                      | Saint-Lormel                | Côtes-d'Armor         | Bretagne                   | inscrit                 | « PA00089643 », notice no PA00089643 | 48° 32′ 10″ nord, 2° 13′ 41″ ouest |                   |
| Église Saint-Nicodème                                              | Saint-Nicodème              | Côtes-d'Armor         | Bretagne                   | inscrit                 | « PA00089647 », notice no PA00089647 | 48° 20′ 33″ nord, 3° 20′ 18″ ouest |                   |
| Croix de Kerléouret                                                | Saint-Nicolas-du-Pélem      | Côtes-d'Armor         | Bretagne                   | inscrit                 | « PA00089649 », notice no PA00089649 | 48° 20′ 30″ nord, 3° 08′ 26″ ouest |                   |
| Calvaire                                                           | Senven-Léhart               | Côtes-d'Armor         | Bretagne                   | classé                  | « PA00089662 », notice no PA00089662 | 48° 25′ 33″ nord, 3° 04′ 09″ ouest |                   |
| Chapelle Notre-Dame de Bonne-Nouvelle et croix                     | Trébeurden                  | Côtes-d'Armor         | Bretagne                   | inscrit                 | « PA00089670 », notice no PA00089670 | 48° 46′ 26″ nord, 3° 34′ 35″ ouest |                   |
| Croix en granit du XVIIe siècle                                    | Trébeurden                  | Côtes-d'Armor         | Bretagne                   | inscrit                 | « PA00089672 », notice no PA00089672 | 48° 46′ 20″ nord, 3° 34′ 00″ ouest |                   |
| Chapelle Saint-Nicolas de Kerhir                                   | Trédarzec                   | Côtes-d'Armor         | Bretagne                   | inscrit                 | « PA00089676 », notice no PA00089676 | 48° 46′ 29″ nord, 3° 12′ 30″ ouest |                   |
| Pont gaulois dit de Sainte-Catherine                               | Treffrin                    | Côtes-d'Armor         | Bretagne                   | classé                  | « PA00089687 », notice no PA00089687 | 48° 17′ 59″ nord, 3° 33′ 08″ ouest |                   |
| Église Sainte-Agnès                                                | Tréfumel                    | Côtes-d'Armor         | Bretagne                   | inscrit                 | « PA00089688 », notice no PA00089688 | 48° 20′ 18″ nord, 2° 01′ 34″ ouest |                   |
| Croix de chemin du XIVe siècle, en pierre                          | Tréglamus                   | Côtes-d'Armor         | Bretagne                   | inscrit                 | « PA00089695 », notice no PA00089695 | 48° 34′ 04″ nord, 3° 14′ 38″ ouest |                   |
| Croix de chemin en pierre                                          | Tréglamus                   | Côtes-d'Armor         | Bretagne                   | inscrit                 | « PA00089694 », notice no PA00089694 | 48° 33′ 26″ nord, 3° 16′ 30″ ouest |                   |
| Allée couverte de la Hautière                                      | Trégon                      | Côtes-d'Armor         | Bretagne                   | classé                  | « PA00089696 », notice no PA00089696 | 48° 33′ 19″ nord, 2° 11′ 28″ ouest |                   |
| Manoir de Guélambert                                               | Trégueux                    | Côtes-d'Armor         | Bretagne                   | inscrit                 | « PA00089699 », notice no PA00089699 | 48° 29′ 14″ nord, 2° 45′ 58″ ouest |                   |
| Maison                                                             | Tréguier                    | Côtes-d'Armor         | Bretagne                   | inscrit                 | « PA00089717 », notice no PA00089717 | 48° 47′ 16″ nord, 3° 13′ 46″ ouest |                   |
| Maison                                                             | Tréguier                    | Côtes-d'Armor         | Bretagne                   | inscrit                 | « PA00089714 », notice no PA00089714 | 48° 47′ 15″ nord, 3° 13′ 57″ ouest |                   |
| Maison                                                             | Tréguier                    | Côtes-d'Armor         | Bretagne                   | inscrit                 | « PA00089718 », notice no PA00089718 | 48° 47′ 17″ nord, 3° 13′ 46″ ouest |                   |
| Maison                                                             | Tréguier                    | Côtes-d'Armor         | Bretagne                   | inscrit                 | « PA00089719 », notice no PA00089719 | 48° 47′ 17″ nord, 3° 13′ 45″ ouest |                   |
| Maison                                                             | Tréguier                    | Côtes-d'Armor         | Bretagne                   | inscrit                 | « PA00089709 », notice no PA00089709 | 48° 47′ 13″ nord, 3° 13′ 54″ ouest |                   |
| Maison à pans de bois                                              | Tréguier                    | Côtes-d'Armor         | Bretagne                   | inscrit                 | « PA00089722 », notice no PA00089722 | 48° 47′ 19″ nord, 3° 13′ 34″ ouest |                   |
| Maison                                                             | Tréguier                    | Côtes-d'Armor         | Bretagne                   | inscrit                 | « PA00089712 », notice no PA00089712 | 48° 47′ 16″ nord, 3° 13′ 55″ ouest |                   |
| Maison                                                             | Tréguier                    | Côtes-d'Armor         | Bretagne                   | inscrit                 | « PA00089713 », notice no PA00089713 | 48° 47′ 16″ nord, 3° 13′ 56″ ouest |                   |
| Maison                                                             | Tréguier                    | Côtes-d'Armor         | Bretagne                   | inscrit                 | « PA00089723 », notice no PA00089723 | 48° 47′ 19″ nord, 3° 13′ 33″ ouest |                   |
| Maison                                                             | Tréguier                    | Côtes-d'Armor         | Bretagne                   | inscrit                 | « PA00089716 », notice no PA00089716 | 48° 47′ 16″ nord, 3° 13′ 47″ ouest |                   |
| Maison                                                             | Tréguier                    | Côtes-d'Armor         | Bretagne                   | inscrit                 | « PA00089721 », notice no PA00089721 | 48° 47′ 19″ nord, 3° 13′ 33″ ouest |                   |
| Manoir de Lampoul Izellan                                          | Trémargat                   | Côtes-d'Armor         | Bretagne                   | inscrit                 | « PA00089727 », notice no PA00089727 | 48° 20′ 38″ nord, 3° 15′ 09″ ouest |                   |
| Stèle protohistorique de Kerbrun                                   | Le Vieux-Bourg              | Côtes-d'Armor         | Bretagne                   | classé                  | « PA00089747 », notice no PA00089747 | 48° 24′ 33″ nord, 2° 57′ 20″ ouest |                   |
| Menhir christianisé dit Croix de Pasquiou                          | Le Vieux-Bourg              | Côtes-d'Armor         | Bretagne                   | classé                  | « PA00089743 », notice no PA00089743 | 48° 23′ 08″ nord, 3° 03′ 10″ ouest |                   |
| Chapelle et croix de la Trinité                                    | Le Vieux-Marché             | Côtes-d'Armor         | Bretagne                   | inscrit                 | « PA00089749 », notice no PA00089749 | 48° 35′ 12″ nord, 3° 26′ 22″ ouest |                   |
| Château d'Yvignac-la-Tour                                          | Yvignac-la-Tour             | Côtes-d'Armor         | Bretagne                   | inscrit                 | « PA00089753 », notice no PA00089753 | 48° 23′ 11″ nord, 2° 09′ 20″ ouest |                   |
| Château d'Aubusson                                                 | Aubusson                    | Creuse                | Nouvelle-Aquitaine         | inscrit                 | « PA00099990 », notice no PA00099990 | 45° 57′ 23″ nord, 2° 10′ 18″ est   |                   |
| Église Saint-Martial-et-Saint-Blaise de Croze                      | Croze                       | Creuse                | Nouvelle-Aquitaine         | inscrit                 | « PA00100054 », notice no PA00100054 | 45° 49′ 12″ nord, 2° 10′ 10″ est   |                   |
| Maison                                                             | Felletin                    | Creuse                | Nouvelle-Aquitaine         | inscrit                 | « PA00100068 », notice no PA00100068 | 45° 52′ 58″ nord, 2° 10′ 28″ est   |                   |
| Croix de Villemoneix                                               | Gentioux-Pigerolles         | Creuse                | Nouvelle-Aquitaine         | inscrit                 | « PA00100076 », notice no PA00100076 | 45° 48′ 50″ nord, 2° 01′ 22″ est   |                   |
| Château du Monteil-au-Vicomte                                      | Le Monteil-au-Vicomte       | Creuse                | Nouvelle-Aquitaine         | inscrit                 | « PA00100111 », notice no PA00100111 | 45° 55′ 45″ nord, 1° 56′ 19″ est   |                   |
| Château de Villefort                                               | Sainte-Feyre-la-Montagne    | Creuse                | Nouvelle-Aquitaine         | inscrit                 | « PA00100157 », notice no PA00100157 | 45° 54′ 24″ nord, 2° 13′ 48″ est   |                   |
| Hôtel Gamenson ou Logis Saint-Front                                | Périgueux                   | Dordogne              | Nouvelle-Aquitaine         | classé                  | « PA00082733 », notice no PA00082733 | 45° 11′ 05″ nord, 0° 43′ 24″ est   |                   |
| Ancienne abbaye de Saint-Avit-Sénieur                              | Saint-Avit-Sénieur          | Dordogne              | Nouvelle-Aquitaine         | classé                  | « PA00082809 », notice no PA00082809 | 44° 46′ 28″ nord, 0° 48′ 59″ est   |                   |
| Château de Cramirat (manoir)                                       | Sergeac                     | Dordogne              | Nouvelle-Aquitaine         | inscrit Abrogé (2022)   | « PA00083002 », notice no PA00083002 | 45° 00′ 09″ nord, 1° 06′ 23″ est   |                   |
| Maison forte de Reignac                                            | Tursac                      | Dordogne              | Nouvelle-Aquitaine         | inscrit                 | « PA00083042 », notice no PA00083042 | 44° 58′ 46″ nord, 1° 03′ 19″ est   |                   |
| Caserne Ruty                                                       | Besançon                    | Doubs                 | Bourgogne-Franche-Comté    | inscrit                 | « PA00101461 », notice no PA00101461 | 47° 14′ 20″ nord, 6° 01′ 48″ est   |                   |
| Théâtre antique de Mandeure                                        | Mandeure                    | Doubs                 | Bourgogne-Franche-Comté    | classé                  | « PA00101669 », notice no PA00101669 | 47° 26′ 56″ nord, 6° 47′ 47″ est   |                   |
| Chapelle du cimetière                                              | Peyrus                      | Drôme                 | Auvergne-Rhône-Alpes       | classé                  | « PA00117007 », notice no PA00117007 | 44° 55′ 08″ nord, 5° 06′ 25″ est   |                   |
| Château de Suze-la-Rousse                                          | Suze-la-Rousse              | Drôme                 | Auvergne-Rhône-Alpes       | classé                  | « PA00117072 », notice no PA00117072 | 44° 17′ 24″ nord, 4° 50′ 18″ est   |                   |
| Château de Dourdan                                                 | Dourdan                     | Essonne               | Île-de-France              | classé                  | « PA00087881 », notice no PA00087881 | 48° 31′ 47″ nord, 2° 00′ 40″ est   |                   |
| Menhir de Pierrefitte                                              | Étampes                     | Essonne               | Île-de-France              | classé                  | « PA00087902 », notice no PA00087902 | 48° 25′ 44″ nord, 2° 06′ 21″ est   |                   |
| Hospice Saint-Jacques                                              | Les Andelys                 | Eure                  | Normandie                  | classé                  | « PA00099308 », notice no PA00099308 | 49° 14′ 46″ nord, 1° 23′ 43″ est   |                   |
| Hôtel de la Gabelle                                                | Bernay                      | Eure                  | Normandie                  | inscrit                 | « PA00099333 », notice no PA00099333 | 49° 05′ 16″ nord, 0° 35′ 36″ est   |                   |
| Manoir de Trianel                                                  | Perriers-sur-Andelle        | Eure                  | Normandie                  | inscrit                 | « PA00099507 », notice no PA00099507 | 49° 25′ 03″ nord, 1° 21′ 36″ est   |                   |
| Château de Launay                                                  | Saint-Georges-du-Vièvre     | Eure                  | Normandie                  | classé                  | « PA00099552 », notice no PA00099552 | 49° 14′ 19″ nord, 0° 36′ 01″ est   |                   |
| Château de Gauville                                                | Saint-Pierre-de-Cernières   | Eure                  | Normandie                  | inscrit                 | « PA00099570 », notice no PA00099570 | 48° 55′ 32″ nord, 0° 32′ 22″ est   |                   |
| Château de Goury                                                   | Loigny-la-Bataille          | Eure-et-Loir          | Centre-Val de Loire        | classé                  | « PA00097134 », notice no PA00097134 | 48° 08′ 01″ nord, 1° 46′ 02″ est   |                   |
| Chapelle Saint-Sulpice                                             | Saint-Lubin-de-la-Haye      | Eure-et-Loir          | Centre-Val de Loire        | inscrit                 | « PA00097196 », notice no PA00097196 | 48° 49′ 26″ nord, 1° 33′ 19″ est   |                   |
| Île Guenioc                                                        | Landéda                     | Finistère             | Bretagne                   | classé                  | « PA00090025 », notice no PA00090025 | 48° 36′ 02″ nord, 4° 38′ 09″ ouest |                   |
| Tumulus de Neven                                                   | Lanrivoaré                  | Finistère             | Bretagne                   | inscrit                 | « PA00090064 », notice no PA00090064 | 48° 28′ 51″ nord, 4° 37′ 02″ ouest |                   |
| Allée couverte de Coat Menez Guen (Ty Corriganet)                  | Melgven                     | Finistère             | Bretagne                   | classé                  | « PA00090111 », notice no PA00090111 | 47° 54′ 17″ nord, 3° 47′ 13″ ouest |                   |
| Pont gaulois dit de Sainte-Catherine                               | Plounévézel                 | Finistère             | Bretagne                   | classé                  | « PA00090261 », notice no PA00090261 | 48° 17′ 59″ nord, 3° 33′ 08″ ouest |                   |
| Manoir de Kériner                                                  | Pluguffan                   | Finistère             | Bretagne                   | inscrit                 | « PA00090285 », notice no PA00090285 | 47° 58′ 44″ nord, 4° 08′ 51″ ouest |                   |
| Remparts d'Aigues-Mortes                                           | Aigues-Mortes               | Gard                  | Occitanie                  | classé                  | « PA00102942 », notice no PA00102942 | 43° 34′ 10″ nord, 4° 11′ 40″ est   |                   |
| Palais épiscopal d'Alès                                            | Alès                        | Gard                  | Occitanie                  | classé                  | « PA00102952 », notice no PA00102952 | 44° 07′ 24″ nord, 4° 04′ 37″ est   |                   |
| Maison Fage                                                        | Arpaillargues-et-Aureillac  | Gard                  | Occitanie                  | inscrit                 | « PA00102962 », notice no PA00102962 | 44° 00′ 01″ nord, 4° 22′ 20″ est   |                   |
| Hôtel Villard                                                      | Nîmes                       | Gard                  | Occitanie                  | inscrit                 | « PA00103106 », notice no PA00103106 | 43° 50′ 13″ nord, 4° 21′ 38″ est   |                   |
| Portail surmonté d'un balcon en fer forgé                          | Nîmes                       | Gard                  | Occitanie                  | inscrit                 | « PA00103120 », notice no PA00103120 | 43° 50′ 02″ nord, 4° 21′ 25″ est   |                   |
| Balcon en fer forgé                                                | Nîmes                       | Gard                  | Occitanie                  | inscrit                 | « PA00103127 », notice no PA00103127 | 43° 50′ 13″ nord, 4° 21′ 34″ est   |                   |
| Petit temple                                                       | Nîmes                       | Gard                  | Occitanie                  | inscrit                 | « PA00103153 », notice no PA00103153 | 43° 50′ 20″ nord, 4° 21′ 24″ est   |                   |
| Escalier avec sa rampe en fer forgé                                | Nîmes                       | Gard                  | Occitanie                  | inscrit                 | « PA00103114 », notice no PA00103114 | 43° 50′ 14″ nord, 4° 21′ 27″ est   |                   |
| Portail                                                            | Nîmes                       | Gard                  | Occitanie                  | inscrit                 | « PA00103118 », notice no PA00103118 | 43° 50′ 22″ nord, 4° 21′ 41″ est   |                   |
| Balcon angle rues de l'Aspic & de la Madeleine                     | Nîmes                       | Gard                  | Occitanie                  | inscrit                 | « PA00103142 », notice no PA00103142 | 43° 50′ 16″ nord, 4° 21′ 31″ est   |                   |
| Château Fadaise                                                    | Nîmes                       | Gard                  | Occitanie                  | inscrit                 | « PA00103146 », notice no PA00103146 | 43° 50′ 09″ nord, 4° 21′ 20″ est   |                   |
| Bas-relief Renaissance                                             | Nîmes                       | Gard                  | Occitanie                  | inscrit                 | « PA00103130 », notice no PA00103130 | 43° 50′ 19″ nord, 4° 21′ 43″ est   |                   |
| Balcon en fer forgé                                                | Nîmes                       | Gard                  | Occitanie                  | inscrit                 | « PA00103134 », notice no PA00103134 | 43° 50′ 25″ nord, 4° 21′ 32″ est   |                   |
| Balcons en fer forgé (2)                                           | Nîmes                       | Gard                  | Occitanie                  | inscrit                 | « PA00103135 », notice no PA00103135 | 43° 50′ 18″ nord, 4° 21′ 27″ est   |                   |
| Balcon en fer forgé                                                | Nîmes                       | Gard                  | Occitanie                  | inscrit                 | « PA00103140 », notice no PA00103140 | 43° 50′ 19″ nord, 4° 21′ 35″ est   |                   |
| Maison "Gothique"                                                  | Nîmes                       | Gard                  | Occitanie                  | inscrit                 | « PA00103143 », notice no PA00103143 | 43° 50′ 16″ nord, 4° 21′ 35″ est   |                   |
| Grand temple                                                       | Nîmes                       | Gard                  | Occitanie                  | inscrit                 | « PA00103152 », notice no PA00103152 | 43° 50′ 19″ nord, 4° 21′ 47″ est   |                   |
| Hôtel Lagorce                                                      | Nîmes                       | Gard                  | Occitanie                  | inscrit                 | « PA00103105 », notice no PA00103105 | 43° 50′ 26″ nord, 4° 21′ 24″ est   |                   |
| Portail surmonté d'un balcon en fer forgé                          | Nîmes                       | Gard                  | Occitanie                  | inscrit                 | « PA00103110 », notice no PA00103110 | 43° 50′ 21″ nord, 4° 21′ 36″ est   |                   |
| Balcons en fer forgé (2)                                           | Nîmes                       | Gard                  | Occitanie                  | inscrit                 | « PA00103119 », notice no PA00103119 | 43° 50′ 22″ nord, 4° 21′ 42″ est   |                   |
| Balcon en fer forgé                                                | Nîmes                       | Gard                  | Occitanie                  | inscrit                 | « PA00103133 », notice no PA00103133 | 43° 50′ 11″ nord, 4° 21′ 30″ est   |                   |
| Balcon en fer forgé                                                | Nîmes                       | Gard                  | Occitanie                  | inscrit                 | « PA00103136 », notice no PA00103136 | 43° 50′ 18″ nord, 4° 21′ 42″ est   |                   |
| Portail surmonté d'un balcon en fer forgé                          | Nîmes                       | Gard                  | Occitanie                  | inscrit                 | « PA00103137 », notice no PA00103137 | 43° 50′ 16″ nord, 4° 21′ 43″ est   |                   |
| Hôtel de Possac                                                    | Nîmes                       | Gard                  | Occitanie                  | inscrit                 | « PA00103138 », notice no PA00103138 | 43° 50′ 18″ nord, 4° 21′ 26″ est   |                   |
| Hôtel de Balincourt                                                | Nîmes                       | Gard                  | Occitanie                  | inscrit                 | « PA00103141 », notice no PA00103141 | 43° 50′ 25″ nord, 4° 21′ 37″ est   |                   |
| Balcon en fer forgé                                                | Nîmes                       | Gard                  | Occitanie                  | inscrit                 | « PA00103144 », notice no PA00103144 | 43° 50′ 23″ nord, 4° 21′ 33″ est   |                   |
| Escalier avec sa rampe en fer forgé                                | Nîmes                       | Gard                  | Occitanie                  | inscrit                 | « PA00103145 », notice no PA00103145 | 43° 50′ 22″ nord, 4° 21′ 35″ est   |                   |
| Portail avec ses vantaux                                           | Nîmes                       | Gard                  | Occitanie                  | inscrit                 | « PA00103107 », notice no PA00103107 | 43° 50′ 24″ nord, 4° 21′ 34″ est   |                   |
| Fenêtres à meneaux (2)                                             | Nîmes                       | Gard                  | Occitanie                  | inscrit                 | « PA00103116 », notice no PA00103116 | 43° 50′ 18″ nord, 4° 21′ 35″ est   |                   |
| Balcons en fer forgé (2)                                           | Nîmes                       | Gard                  | Occitanie                  | inscrit                 | « PA00103117 », notice no PA00103117 | 43° 50′ 13″ nord, 4° 21′ 54″ est   |                   |
| Hôtel Démians                                                      | Nîmes                       | Gard                  | Occitanie                  | inscrit                 | « PA00103132 », notice no PA00103132 | 43° 50′ 13″ nord, 4° 21′ 37″ est   |                   |
| Maison                                                             | Saint-Gilles                | Gard                  | Occitanie                  | inscrit                 | « PA00103211 », notice no PA00103211 | 43° 40′ 35″ nord, 4° 26′ 00″ est   |                   |
| Porte de Vézénobres                                                | Vézénobres                  | Gard                  | Occitanie                  | inscrit                 | « PA00103297 », notice no PA00103297 | 44° 03′ 09″ nord, 4° 08′ 17″ est   |                   |
| Château de Fesq                                                    | Vic-le-Fesq                 | Gard                  | Occitanie                  | inscrit                 | « PA00103299 », notice no PA00103299 | 43° 52′ 18″ nord, 4° 04′ 05″ est   |                   |
| Pigeonnier de Pondres                                              | Villevieille                | Gard                  | Occitanie                  | inscrit                 | « PA00103324 », notice no PA00103324 | 43° 48′ 19″ nord, 4° 05′ 24″ est   |                   |
| Enceinte                                                           | Auch                        | Gers                  | Occitanie                  | classé                  | « PA00094708 », notice no PA00094708 | 43° 38′ 51″ nord, 0° 35′ 13″ est   |                   |
| Église Saint-Clément de Monfort                                    | Monfort                     | Gers                  | Occitanie                  | classé                  | « PA00094868 », notice no PA00094868 | 43° 47′ 41″ nord, 0° 49′ 21″ est   |                   |
| Château de Madirac                                                 | La Romieu                   | Gers                  | Occitanie                  | inscrit                 | « PA00094899 », notice no PA00094899 | 43° 59′ 06″ nord, 0° 28′ 28″ est   |                   |
| Hôtel Gradis                                                       | Bordeaux                    | Gironde               | Nouvelle-Aquitaine         | classé                  | « PA00083195 », notice no PA00083195 | 44° 50′ 05″ nord, 0° 34′ 24″ ouest |                   |
| Hôtel de Ragueneau                                                 | Bordeaux                    | Gironde               | Nouvelle-Aquitaine         | classé                  | « PA00083201 », notice no PA00083201 | 44° 50′ 17″ nord, 0° 34′ 30″ ouest |                   |
| Hôtel Journu (place du Palais)                                     | Bordeaux                    | Gironde               | Nouvelle-Aquitaine         | inscrit                 | « PA00083245 », notice no PA00083245 | 44° 50′ 19″ nord, 0° 34′ 08″ ouest |                   |
| Château de Monbadon                                                | Puisseguin                  | Gironde               | Nouvelle-Aquitaine         | inscrit                 | « PA00083633 », notice no PA00083633 | 44° 56′ 07″ nord, 0° 02′ 37″ ouest |                   |
| Doyenné de Saint-Émilion                                           | Saint-Émilion               | Gironde               | Nouvelle-Aquitaine         | classé                  | « PA00083727 », notice no PA00083727 | 44° 53′ 37″ nord, 0° 09′ 24″ ouest |                   |
| Chapelle du Chapitre de Saint-Émilion                              | Saint-Émilion               | Gironde               | Nouvelle-Aquitaine         | classé                  | « PA00083723 », notice no PA00083723 | 44° 53′ 38″ nord, 0° 09′ 23″ ouest |                   |
| Manoir de Gravoux                                                  | Saint-Genès-de-Castillon    | Gironde               | Nouvelle-Aquitaine         | inscrit                 | « PA00083741 », notice no PA00083741 | 44° 53′ 32″ nord, 0° 03′ 16″ ouest |                   |
| Château de la Dame Blanche                                         | Taillan-Médoc (Le)          | Gironde               | Nouvelle-Aquitaine         | inscrit                 | « PA00083843 », notice no PA00083843 | 44° 54′ 23″ nord, 0° 39′ 40″ ouest |                   |
| Église Saint-Pierre de Tresses                                     | Tresses                     | Gironde               | Nouvelle-Aquitaine         | inscrit                 | « PA00083854 », notice no PA00083854 | 44° 50′ 50″ nord, 0° 27′ 47″ ouest |                   |
| Château de Butenheim                                               | Petit-Landau                | Haut-Rhin             | Grand Est                  | inscrit                 | « PA00085582 », notice no PA00085582 | 47° 44′ 46″ nord, 7° 30′ 54″ est   |                   |
| Maison Dissler                                                     | Riquewihr                   | Haut-Rhin             | Grand Est                  | classé                  | « PA00085610 », notice no PA00085610 | 48° 09′ 59″ nord, 7° 17′ 51″ est   |                   |
| Église Saint-Pierre des Chartreux de Toulouse                      | Toulouse                    | Haute-Garonne         | Occitanie                  | inscrit                 | « PA00094503 », notice no PA00094503 | 43° 36′ 16″ nord, 1° 26′ 11″ est   |                   |
| Hôpital Saint-Nicolas d'Aiguilhe                                   | Aiguilhe                    | Haute-Loire           | Auvergne-Rhône-Alpes       | inscrit                 | « PA00092566 », notice no PA00092566 | 45° 02′ 58″ nord, 3° 52′ 57″ est   |                   |
| Pont d'Estroulhas                                                  | Aiguilhe                    | Haute-Loire           | Auvergne-Rhône-Alpes       | inscrit                 | « PA00092567 », notice no PA00092567 | 45° 02′ 53″ nord, 3° 52′ 34″ est   |                   |
| Hôtel Talairat                                                     | Brioude                     | Haute-Loire           | Auvergne-Rhône-Alpes       | classé                  | « PA00092620 », notice no PA00092620 | 45° 17′ 39″ nord, 3° 22′ 59″ est   |                   |
| Église Saint-Pierre de Chastel                                     | Chastel                     | Haute-Loire           | Auvergne-Rhône-Alpes       | inscrit                 | « PA00092649 », notice no PA00092649 | 45° 04′ 59″ nord, 3° 19′ 29″ est   |                   |
| Pont d'Estroulhas                                                  | Espaly-Saint-Marcel         | Haute-Loire           | Auvergne-Rhône-Alpes       | inscrit                 | « PA00092669 », notice no PA00092669 | 45° 02′ 53″ nord, 3° 52′ 34″ est   |                   |
| Château du Cluzel                                                  | Mazeyrat-d'Allier           | Haute-Loire           | Auvergne-Rhône-Alpes       | inscrit                 | « PA00092705 », notice no PA00092705 | 45° 07′ 19″ nord, 3° 34′ 03″ est   |                   |
| Église Saint-Pierre de Salettes                                    | Salettes                    | Haute-Loire           | Auvergne-Rhône-Alpes       | inscrit                 | « PA00092886 », notice no PA00092886 | 44° 51′ 45″ nord, 3° 57′ 53″ est   |                   |
| Église Notre-Dame-en-sa-Nativité d'Outremécourt                    | Outremécourt                | Haute-Marne           | Grand Est                  | inscrit                 | « PA00079170 », notice no PA00079170 | 48° 13′ 26″ nord, 5° 41′ 00″ est   |                   |
| Château de Vallerois-le-Bois                                       | Vallerois-le-Bois           | Haute-Saône           | Bourgogne-Franche-Comté    | classé                  | « PA00102281 », notice no PA00102281 | 47° 32′ 56″ nord, 6° 17′ 12″ est   |                   |
| Château de Beauregard                                              | Chens-sur-Léman             | Haute-Savoie          | Auvergne-Rhône-Alpes       | inscrit                 | « PA00118372 », notice no PA00118372 | 46° 19′ 44″ nord, 6° 15′ 48″ est   |                   |
| Lanterne des morts de Nonglard                                     | Nonglard                    | Haute-Savoie          | Auvergne-Rhône-Alpes       | inscrit                 | « PA00118415 », notice no PA00118415 | 45° 55′ 06″ nord, 6° 01′ 11″ est   |                   |
| Vallée-aux-Loups                                                   | Châtenay-Malabry            | Hauts-de-Seine        | Île-de-France              | inscrit                 | « PA00088087 », notice no PA00088087 | 48° 46′ 22″ nord, 2° 15′ 52″ est   |                   |
| Maison Brives                                                      | Clermont-l'Hérault          | Hérault               | Occitanie                  | inscrit                 | « PA00103441 », notice no PA00103441 | 43° 37′ 43″ nord, 3° 25′ 49″ est   |                   |
| Croix du Cros                                                      | Le Cros                     | Hérault               | Occitanie                  | classé                  | « PA00103445 », notice no PA00103445 | 43° 52′ 15″ nord, 3° 21′ 50″ est   |                   |
| Château de Jonquières                                              | Jonquières                  | Hérault               | Occitanie                  | inscrit                 | « PA00103466 », notice no PA00103466 | 43° 40′ 34″ nord, 3° 28′ 35″ est   |                   |
| Maison                                                             | Lodève                      | Hérault               | Occitanie                  | inscrit                 | « PA00103485 », notice no PA00103485 | 43° 43′ 57″ nord, 3° 19′ 08″ est   |                   |
| Pont de Montifort                                                  | Lodève                      | Hérault               | Occitanie                  | inscrit                 | « PA00103490 », notice no PA00103490 | 43° 43′ 48″ nord, 3° 19′ 03″ est   |                   |
| Hôtel de Benoît de la Prunarede                                    | Lodève                      | Hérault               | Occitanie                  | inscrit                 | « PA00103482 », notice no PA00103482 | 43° 39′ 46″ nord, 3° 27′ 27″ est   |                   |
| Hôtel de Salze                                                     | Lodève                      | Hérault               | Occitanie                  | inscrit                 | « PA00103484 », notice no PA00103484 | 43° 43′ 50″ nord, 3° 19′ 16″ est   |                   |
| Château des comtes-évêques de Melgueil                             | Mauguio                     | Hérault               | Occitanie                  | inscrit                 | « PA00103504 », notice no PA00103504 | 43° 36′ 54″ nord, 4° 00′ 39″ est   |                   |
| Église Saint-Pierre de Montbazin                                   | Montbazin                   | Hérault               | Occitanie                  | classé                  | « PA00103517 », notice no PA00103517 | 43° 30′ 58″ nord, 3° 41′ 38″ est   |                   |
| Hôtel Pas de Beaulieu                                              | Montpellier                 | Hérault               | Occitanie                  | inscrit                 | « PA00103579 », notice no PA00103579 | 43° 36′ 38″ nord, 3° 52′ 31″ est   |                   |
| Hôtel de Campan                                                    | Montpellier                 | Hérault               | Occitanie                  | inscrit                 | « PA00103555 », notice no PA00103555 | 43° 36′ 31″ nord, 3° 52′ 25″ est   |                   |
| Hôtel de Castan                                                    | Montpellier                 | Hérault               | Occitanie                  | inscrit                 | « PA00103556 », notice no PA00103556 | 43° 36′ 36″ nord, 3° 52′ 41″ est   |                   |
| Hôtel de Querelles                                                 | Montpellier                 | Hérault               | Occitanie                  | inscrit                 | « PA00103582 », notice no PA00103582 | 43° 36′ 36″ nord, 3° 52′ 26″ est   |                   |
| Hôtel de la Société royale des Sciences                            | Montpellier                 | Hérault               | Occitanie                  | inscrit                 | « PA00103589 », notice no PA00103589 | 43° 36′ 41″ nord, 3° 52′ 43″ est   |                   |
| Hôtel de Baudon de Mauny                                           | Montpellier                 | Hérault               | Occitanie                  | inscrit                 | « PA00103549 », notice no PA00103549 | 43° 36′ 42″ nord, 3° 52′ 42″ est   |                   |
| Hôtel des Vignes                                                   | Montpellier                 | Hérault               | Occitanie                  | inscrit                 | « PA00103596 », notice no PA00103596 | 43° 36′ 42″ nord, 3° 52′ 44″ est   |                   |
| Hôtel de Fesquet                                                   | Montpellier                 | Hérault               | Occitanie                  | inscrit                 | « PA00103561 », notice no PA00103561 | 43° 36′ 46″ nord, 3° 52′ 26″ est   |                   |
| Hôtel de Gayon                                                     | Montpellier                 | Hérault               | Occitanie                  | inscrit                 | « PA00103565 », notice no PA00103565 | 43° 36′ 35″ nord, 3° 52′ 37″ est   |                   |
| Hôtel de Saint-Félix                                               | Montpellier                 | Hérault               | Occitanie                  | inscrit                 | « PA00103587 », notice no PA00103587 | 43° 36′ 32″ nord, 3° 52′ 38″ est   |                   |
| Pont de Saint-Étienne                                              | La Salvetat-sur-Agout       | Hérault               | Occitanie                  | inscrit                 | « PA00103719 », notice no PA00103719 | 43° 36′ 39″ nord, 2° 42′ 10″ est   |                   |
| Résidence des abbés de Joncels                                     | La Tour-sur-Orb             | Hérault               | Occitanie                  | inscrit                 | « PA00103738 », notice no PA00103738 | 43° 39′ 22″ nord, 3° 08′ 57″ est   |                   |
| Hôtel Montbourcher                                                 | Rennes                      | Ille-et-Vilaine       | Bretagne                   | classé                  | « PA00090701 », notice no PA00090701 | 48° 06′ 47″ nord, 1° 41′ 03″ ouest |                   |
| Hôtel de la Gicquelais                                             | Saint-Malo                  | Ille-et-Vilaine       | Bretagne                   | classé                  | « PA00090815 », notice no PA00090815 | 48° 39′ 04″ nord, 2° 01′ 28″ ouest |                   |
| Hôtel du Pélican                                                   | Saint-Malo                  | Ille-et-Vilaine       | Bretagne                   | inscrit                 | « PA00090818 », notice no PA00090818 | 48° 38′ 13″ nord, 2° 00′ 58″ ouest |                   |
| Château de Forges                                                  | Concremiers                 | Indre                 | Centre-Val de Loire        | classé                  | « PA00097331 », notice no PA00097331 | 46° 35′ 30″ nord, 1° 00′ 11″ est   |                   |
| Église Saint-Martin de Vic                                         | Nohant-Vic                  | Indre                 | Centre-Val de Loire        | classé                  | « PA00097413 », notice no PA00097413 | 46° 38′ 22″ nord, 1° 57′ 38″ est   |                   |
| Amphithéâtre gallo-romain                                          | Saint-Marcel                | Indre                 | Centre-Val de Loire        | classé                  | « PA00097456 », notice no PA00097456 | 46° 36′ 01″ nord, 1° 30′ 54″ est   |                   |
| Chapelle de Saint-Mandé                                            | Villentrois                 | Indre                 | Centre-Val de Loire        | inscrit                 | « PA00097485 », notice no PA00097485 | 47° 11′ 38″ nord, 1° 27′ 45″ est   |                   |
| Manoir du Bois de Veude                                            | Anché                       | Indre-et-Loire        | Centre-Val de Loire        | inscrit                 | « PA00097528 », notice no PA00097528 | 47° 08′ 37″ nord, 0° 17′ 34″ est   |                   |
| Maison                                                             | Bourgueil                   | Indre-et-Loire        | Centre-Val de Loire        | inscrit                 | « PA00097596 », notice no PA00097596 | 47° 16′ 58″ nord, 0° 09′ 59″ est   |                   |
| Château de Chéniers                                                | Cheillé                     | Indre-et-Loire        | Centre-Val de Loire        | inscrit                 | « PA00097647 », notice no PA00097647 | 47° 14′ 33″ nord, 0° 26′ 50″ est   |                   |
| Arche du Pin                                                       | Joué-lès-Tours              | Indre-et-Loire        | Centre-Val de Loire        | inscrit                 | « PA00097793 », notice no PA00097793 | 47° 21′ 46″ nord, 0° 39′ 57″ est   |                   |
| Abbaye de Noyers                                                   | Nouâtre                     | Indre-et-Loire        | Centre-Val de Loire        | classé                  | « PA00097899 », notice no PA00097899 | 47° 02′ 06″ nord, 0° 32′ 43″ est   |                   |
| Manoir du Clos de Pouvray                                          | Vernou-sur-Brenne           | Indre-et-Loire        | Centre-Val de Loire        | inscrit                 | « PA00098285 », notice no PA00098285 | 47° 26′ 07″ nord, 0° 50′ 45″ est   |                   |
| Lycée Stendhal                                                     | Grenoble                    | Isère                 | Auvergne-Rhône-Alpes       | inscrit                 | « PA00117180 », notice no PA00117180 | 45° 11′ 22″ nord, 5° 43′ 48″ est   |                   |
| Château du Touvet                                                  | Le Touvet                   | Isère                 | Auvergne-Rhône-Alpes       | classé                  | « PA00117296 », notice no PA00117296 | 45° 21′ 49″ nord, 5° 56′ 48″ est   |                   |
| Maison                                                             | Tullins                     | Isère                 | Auvergne-Rhône-Alpes       | inscrit                 | « PA00117301 », notice no PA00117301 | 45° 17′ 49″ nord, 5° 28′ 56″ est   |                   |
| Maison                                                             | Tullins                     | Isère                 | Auvergne-Rhône-Alpes       | inscrit                 | « PA00117304 », notice no PA00117304 | 45° 17′ 51″ nord, 5° 28′ 57″ est   |                   |
| Collège de l'Arc                                                   | Dole                        | Jura                  | Bourgogne-Franche-Comté    | classé                  | « PA00101843 », notice no PA00101843 | 47° 05′ 33″ nord, 5° 29′ 27″ est   |                   |
| Chapelle de Lugaut                                                 | Retjons                     | Landes                | Nouvelle-Aquitaine         | classé                  | « PA00084001 », notice no PA00084001 | 44° 05′ 53″ nord, 0° 15′ 43″ ouest |                   |
| Église Saint-Didier de Chalain-d'Uzore                             | Chalain-d'Uzore             | Loire                 | Auvergne-Rhône-Alpes       | inscrit                 | « PA00117436 », notice no PA00117436 | 45° 40′ 21″ nord, 4° 04′ 20″ est   |                   |
| Château de Chevrières                                              | Chevrières                  | Loire                 | Auvergne-Rhône-Alpes       | inscrit                 | « PA00117467 », notice no PA00117467 | 45° 35′ 16″ nord, 4° 23′ 59″ est   |                   |
| Château de Goutelas                                                | Marcoux                     | Loire                 | Auvergne-Rhône-Alpes       | inscrit                 | « PA00117504 », notice no PA00117504 | 45° 43′ 19″ nord, 4° 00′ 31″ est   |                   |
| Couvent de la Visitation de Montbrison                             | Montbrison                  | Loire                 | Auvergne-Rhône-Alpes       | inscrit                 | « PA00117520 », notice no PA00117520 | 45° 36′ 35″ nord, 4° 03′ 55″ est   |                   |
| Chapelle Saint-Nicolas-du-Port de Roanne                           | Roanne                      | Loire                 | Auvergne-Rhône-Alpes       | inscrit                 | « PA00117560 », notice no PA00117560 | 46° 02′ 06″ nord, 4° 04′ 40″ est   |                   |
| Église Saint-Cyr de Saint-Cyr-de-Favières                          | Saint-Cyr-de-Favières       | Loire                 | Auvergne-Rhône-Alpes       | classé                  | « PA00117594 », notice no PA00117594 | 45° 57′ 58″ nord, 4° 05′ 44″ est   |                   |
| Château de Malval                                                  | Saint-Héand                 | Loire                 | Auvergne-Rhône-Alpes       | inscrit                 | « PA00117625 », notice no PA00117625 | 45° 32′ 05″ nord, 4° 22′ 10″ est   |                   |
| Église de la Nativité-de-Notre-Dame de Salt-en-Donzy               | Salt-en-Donzy               | Loire                 | Auvergne-Rhône-Alpes       | inscrit                 | « PA00117664 », notice no PA00117664 | 45° 44′ 13″ nord, 4° 17′ 21″ est   |                   |
| La Cigale                                                          | Nantes                      | Loire-Atlantique      | Pays de la Loire           | classé                  | « PA00108653 », notice no PA00108653 | 47° 12′ 46″ nord, 1° 33′ 43″ ouest |                   |
| Château du Rondon                                                  | Olivet                      | Loiret                | Centre-Val de Loire        | inscrit                 | « PA00098834 », notice no PA00098834 | 47° 52′ 13″ nord, 1° 51′ 31″ est   |                   |
| Grotte de Roucadour                                                | Thémines                    | Lot                   | Occitanie                  | classé                  | « PA00095275 », notice no PA00095275 | 44° 43′ 16″ nord, 1° 48′ 55″ est   |                   |
| Château de la Combebonnet                                          | Engayrac                    | Lot-et-Garonne        | Nouvelle-Aquitaine         | inscrit                 | « PA00084109 », notice no PA00084109 | 44° 15′ 11″ nord, 0° 52′ 42″ est   |                   |
| Tour d'Escoute                                                     | Penne-d'Agenais             | Lot-et-Garonne        | Nouvelle-Aquitaine         | inscrit                 | « PA00084204 », notice no PA00084204 | 44° 23′ 58″ nord, 0° 49′ 56″ est   |                   |
| Château de Virazeil                                                | Virazeil                    | Lot-et-Garonne        | Nouvelle-Aquitaine         | inscrit                 | « PA00084279 », notice no PA00084279 | 44° 30′ 13″ nord, 0° 15′ 01″ est   |                   |
| Château de Castanet                                                | Pourcharesses               | Lozère                | Occitanie                  | inscrit                 | « PA00103897 », notice no PA00103897 | 44° 27′ 01″ nord, 3° 53′ 54″ est   |                   |
| Maison jumelée                                                     | Angers                      | Maine-et-Loire        | Pays de la Loire           | inscrit                 | « PA00108924 », notice no PA00108924 | 47° 28′ 30″ nord, 0° 33′ 44″ ouest |                   |
| Maison                                                             | Angers                      | Maine-et-Loire        | Pays de la Loire           | inscrit                 | « PA00108925 », notice no PA00108925 | 47° 28′ 23″ nord, 0° 33′ 00″ ouest |                   |
| Manoir du Grand-Nozay                                              | Angers                      | Maine-et-Loire        | Pays de la Loire           | inscrit                 | « PA00108936 », notice no PA00108936 | 47° 29′ 11″ nord, 0° 31′ 51″ ouest |                   |
| Couvent de calvairiennes, dit Couvent des bénédictines du Calvaire | Angers                      | Maine-et-Loire        | Pays de la Loire           | inscrit                 | « PA00108938 », notice no PA00108938 | 47° 28′ 43″ nord, 0° 33′ 47″ ouest |                   |
| Château de Landeronde                                              | Bécon-les-Granits           | Maine-et-Loire        | Pays de la Loire           | classé                  | « PA00108969 », notice no PA00108969 | 47° 28′ 35″ nord, 0° 47′ 21″ ouest |                   |
| Croix du cimetière                                                 | Cantenay-Épinard            | Maine-et-Loire        | Pays de la Loire           | classé                  | « PA00109003 », notice no PA00109003 | 47° 32′ 02″ nord, 0° 34′ 17″ ouest |                   |
| Fortifications de Châtelais                                        | Segré-en-Anjou Bleu         | Maine-et-Loire        | Pays de la Loire           | inscrit                 | « PA00109034 », notice no PA00109034 | 47° 45′ 33″ nord, 0° 55′ 44″ ouest |                   |
| Château de Montriou                                                | Feneu                       | Maine-et-Loire        | Pays de la Loire           | classé                  | « PA00109102 », notice no PA00109102 | 47° 36′ 44″ nord, 0° 35′ 41″ ouest |                   |
| Château Rivet                                                      | Les Ponts-de-Cé             | Maine-et-Loire        | Pays de la Loire           | inscrit                 | « PA00109236 », notice no PA00109236 | 47° 26′ 16″ nord, 0° 30′ 58″ ouest |                   |
| Presbytère de Saint-Aubin-de-Luigné                                | Val-du-Layon                | Maine-et-Loire        | Pays de la Loire           | classé                  | « PA00109253 », notice no PA00109253 | 47° 19′ 43″ nord, 0° 40′ 16″ ouest |                   |
| Château de Sancé                                                   | Baugé-en-Anjou              | Maine-et-Loire        | Pays de la Loire           | classé                  | « PA00109275 », notice no PA00109275 | 47° 35′ 09″ nord, 0° 06′ 02″ ouest |                   |
| Prieuré de la Madeleine de Boumois                                 | Gennes-Val-de-Loire         | Maine-et-Loire        | Pays de la Loire           | inscrit                 | « PA00109278 », notice no PA00109278 | 47° 18′ 18″ nord, 0° 07′ 54″ ouest |                   |
| Abbaye Saint-Florent et Église Saint-Barthélemy                    | Saumur                      | Maine-et-Loire        | Pays de la Loire           | classé                  | « PA00109302 », notice no PA00109302 | 47° 15′ 58″ nord, 0° 06′ 11″ ouest |                   |
| Maisons de la Fontaine                                             | Saumur                      | Maine-et-Loire        | Pays de la Loire           | inscrit                 | « PA00109331 », notice no PA00109331 | 47° 15′ 12″ nord, 0° 03′ 51″ ouest |                   |
| Château                                                            | Saumur                      | Maine-et-Loire        | Pays de la Loire           | classé                  | « PA00109307 », notice no PA00109307 | 47° 15′ 25″ nord, 0° 04′ 21″ ouest |                   |
| Église Saint-Lambert de Saint-Lambert-des-Levées                   | Saumur                      | Maine-et-Loire        | Pays de la Loire           | classé                  | « PA00109320 », notice no PA00109320 | 47° 16′ 40″ nord, 0° 04′ 57″ ouest |                   |
| Église Saint-Gervais-et-Saint-Protais de Bessé                     | Gennes-Val-de-Loire         | Maine-et-Loire        | Pays de la Loire           | inscrit                 | « PA00109374 », notice no PA00109374 | 47° 21′ 29″ nord, 0° 15′ 32″ ouest |                   |
| Église Notre-Dame                                                  | Vernantes                   | Maine-et-Loire        | Pays de la Loire           | inscrit                 | « PA00109400 », notice no PA00109400 | 47° 23′ 37″ nord, 0° 03′ 14″ est   |                   |
| Abbaye de La Lucerne                                               | La Lucerne-d'Outremer       | Manche                | Normandie                  | classé                  | « PA00110442 », notice no PA00110442 | 48° 47′ 30″ nord, 1° 27′ 57″ ouest |                   |
| Manoir de Saint-Marcouf                                            | Pierreville                 | Manche                | Normandie                  | inscrit                 | « PA00110539 », notice no PA00110539 | 49° 28′ 21″ nord, 1° 46′ 18″ ouest |                   |
| Château : façades et toitures                                      | Sotteville                  | Manche                | Normandie                  | inscrit                 | « PA00110615 », notice no PA00110615 | 49° 32′ 50″ nord, 1° 45′ 26″ ouest |                   |
| Église Saint-Nicolas d'Outines                                     | Outines                     | Marne                 | Grand Est                  | classé                  | « PA00078758 », notice no PA00078758 | 48° 33′ 15″ nord, 4° 39′ 01″ est   |                   |
| Chapelle Notre-Dame de Charné                                      | Ernée                       | Mayenne               | Pays de la Loire           | classé                  | « PA00109503 », notice no PA00109503 | 48° 17′ 49″ nord, 0° 55′ 08″ ouest |                   |
| Manoir de Fontenelle                                               | Laigné                      | Mayenne               | Pays de la Loire           | inscrit                 | « PA00109518 », notice no PA00109518 | 47° 50′ 00″ nord, 0° 50′ 00″ ouest |                   |
| Château de Lassay                                                  | Lassay-les-Châteaux         | Mayenne               | Pays de la Loire           | inscrit                 | « PA00109520 », notice no PA00109520 | 48° 26′ 20″ nord, 0° 30′ 00″ ouest |                   |
| Chapelle Saint-Martin de Villenglose                               | Saint-Denis-d'Anjou         | Mayenne               | Pays de la Loire           | classé                  | « PA00109586 », notice no PA00109586 | 47° 46′ 34″ nord, 0° 28′ 19″ ouest |                   |
| Église Saint-Pierre de Varennes-Bourreau                           | Saint-Denis-d'Anjou         | Mayenne               | Pays de la Loire           | classé                  | « PA00109588 », notice no PA00109588 | 47° 46′ 32″ nord, 0° 22′ 43″ ouest |                   |
| Chapelle Saint-Jean-Baptiste de Lantierne                          | Arzal                       | Morbihan              | Bretagne                   | classé                  | « PA00090983 », notice no PA00090983 | 47° 31′ 41″ nord, 2° 24′ 03″ ouest |                   |
| Maison                                                             | Auray                       | Morbihan              | Bretagne                   | inscrit                 | « PA00090999 », notice no PA00090999 | 47° 39′ 58″ nord, 2° 59′ 00″ ouest |                   |
| Fontaine Notre-Dame-des-Vertus                                     | Berric                      | Morbihan              | Bretagne                   | classé                  | « PA00091033 », notice no PA00091033 | 47° 38′ 40″ nord, 2° 30′ 52″ ouest |                   |
| Église Saint-Pierre                                                | Ploërdut                    | Morbihan              | Bretagne                   | classé                  | « PA00091492 », notice no PA00091492 | 48° 05′ 14″ nord, 3° 17′ 15″ ouest |                   |
| Menhir du Bourg                                                    | Plouhinec                   | Morbihan              | Bretagne                   | classé                  | « PA00091531 », notice no PA00091531 | 47° 41′ 36″ nord, 3° 15′ 15″ ouest |                   |
| Château de Porhman                                                 | Réguiny                     | Morbihan              | Bretagne                   | inscrit                 | « PA00091631 », notice no PA00091631 | 47° 59′ 45″ nord, 2° 47′ 54″ ouest |                   |
| Allée couverte de Trélan                                           | Saint-Marcel                | Morbihan              | Bretagne                   | classé                  | « PA00091691 », notice no PA00091691 | 47° 49′ 20″ nord, 2° 25′ 43″ ouest |                   |
| Église Saint-Pierre-Saint-Paul de Diennes-Aubigny                  | Diennes-Aubigny             | Nièvre                | Bourgogne-Franche-Comté    | inscrit                 | « PA00112878 », notice no PA00112878 | 46° 55′ 12″ nord, 3° 34′ 59″ est   |                   |
| Château de la Motte-Farchat                                        | Fleury-sur-Loire            | Nièvre                | Bourgogne-Franche-Comté    | inscrit                 | « PA00112891 », notice no PA00112891 | 46° 51′ 11″ nord, 3° 19′ 12″ est   |                   |
| Château de Ranette                                                 | Cambrai                     | Nord                  | Hauts-de-France            | inscrit                 | « PA00107397 », notice no PA00107397 | 50° 10′ 09″ nord, 3° 13′ 06″ est   |                   |
| Maison                                                             | Douai                       | Nord                  | Hauts-de-France            | inscrit                 | « PA00107465 », notice no PA00107465 | 50° 22′ 12″ nord, 3° 04′ 49″ est   |                   |
| Abbaye Saint-Corneille                                             | Compiègne                   | Oise                  | Hauts-de-France            | classé                  | « PA00114605 », notice no PA00114605 | 49° 25′ 02″ nord, 2° 49′ 29″ est   |                   |
| Cimetière de Fontenay-Torcy                                        | Fontenay-Torcy              | Oise                  | Hauts-de-France            | classé                  | « PA00114692 », notice no PA00114692 | 49° 34′ 06″ nord, 1° 46′ 07″ est   |                   |
| Musée d'art et d'archéologie                                       | Senlis                      | Oise                  | Hauts-de-France            | classé                  | « PA00114890 », notice no PA00114890 | 49° 12′ 23″ nord, 2° 35′ 13″ est   |                   |
| Château d'Ô                                                        | Mortrée                     | Orne                  | Normandie                  | classé                  | « PA00110871 », notice no PA00110871 | 48° 38′ 52″ nord, 0° 05′ 15″ est   |                   |
| Hôtel Guimard                                                      | 16e arrondissement de Paris | Paris                 | Île-de-France              | inscrit                 | « PA00086680 », notice no PA00086680 | 48° 50′ 59″ nord, 2° 15′ 59″ est   |                   |
| Immeuble                                                           | 1er arrondissement de Paris | Paris                 | Île-de-France              | inscrit                 | « PA00085919 », notice no PA00085919 | 48° 52′ 00″ nord, 2° 20′ 06″ est   |                   |
| Immeuble                                                           | 1er arrondissement de Paris | Paris                 | Île-de-France              | inscrit                 | « PA00085920 », notice no PA00085920 | 48° 52′ 00″ nord, 2° 20′ 07″ est   |                   |
| Immeuble                                                           | 1er arrondissement de Paris | Paris                 | Île-de-France              | inscrit                 | « PA00085921 », notice no PA00085921 | 48° 52′ 01″ nord, 2° 20′ 07″ est   |                   |
| Immeuble                                                           | 1er arrondissement de Paris | Paris                 | Île-de-France              | inscrit                 | « PA00085917 », notice no PA00085917 | 48° 52′ 00″ nord, 2° 20′ 06″ est   |                   |
| Cimetière de Charonne                                              | 20e arrondissement de Paris | Paris                 | Île-de-France              | inscrit                 | « PA00086781 », notice no PA00086781 | 48° 51′ 38″ nord, 2° 24′ 13″ est   |                   |
| Immeuble                                                           | 2e arrondissement de Paris  | Paris                 | Île-de-France              | inscrit                 | « PA00086049 », notice no PA00086049 | 48° 52′ 05″ nord, 2° 20′ 56″ est   |                   |
| Hôtel                                                              | 3e arrondissement de Paris  | Paris                 | Île-de-France              | inscrit                 | « PA00086165 », notice no PA00086165 | 48° 51′ 44″ nord, 2° 21′ 26″ est   |                   |
| Hôtel de Michel Simon                                              | 3e arrondissement de Paris  | Paris                 | Île-de-France              | inscrit                 | « PA00086149 », notice no PA00086149 | 48° 51′ 43″ nord, 2° 21′ 33″ est   |                   |
| Hôtel de Percy                                                     | 3e arrondissement de Paris  | Paris                 | Île-de-France              | inscrit                 | « PA00086153 », notice no PA00086153 | 48° 51′ 35″ nord, 2° 21′ 46″ est   |                   |
| Hôtel Libéral Bruant                                               | 3e arrondissement de Paris  | Paris                 | Île-de-France              | classé                  | « PA00086145 », notice no PA00086145 | 48° 51′ 33″ nord, 2° 21′ 43″ est   |                   |
| Hôtel de Bérancourt                                                | 3e arrondissement de Paris  | Paris                 | Île-de-France              | inscrit                 | « PA00086119 », notice no PA00086119 | 48° 51′ 45″ nord, 2° 21′ 44″ est   |                   |
| Immeuble                                                           | 4e arrondissement de Paris  | Paris                 | Île-de-France              | inscrit                 | « PA00086396 », notice no PA00086396 | 48° 51′ 27″ nord, 2° 21′ 32″ est   |                   |
| Hôtel Pottier de Blancmesnil                                       | 4e arrondissement de Paris  | Paris                 | Île-de-France              | inscrit                 | « PA00086312 », notice no PA00086312 | 48° 51′ 33″ nord, 2° 21′ 11″ est   |                   |
| Immeuble                                                           | 4e arrondissement de Paris  | Paris                 | Île-de-France              | inscrit                 | « PA00086342 », notice no PA00086342 | 48° 51′ 26″ nord, 2° 21′ 32″ est   |                   |
| Hôtel de Vibraye                                                   | 4e arrondissement de Paris  | Paris                 | Île-de-France              | inscrit                 | « PA00086318 », notice no PA00086318 | 48° 51′ 25″ nord, 2° 21′ 24″ est   |                   |
| Immeuble                                                           | 4e arrondissement de Paris  | Paris                 | Île-de-France              | inscrit                 | « PA00086344 », notice no PA00086344 | 48° 51′ 20″ nord, 2° 21′ 25″ est   |                   |
| Abbaye du Val-de-Grâce                                             | 5e arrondissement de Paris  | Paris                 | Île-de-France              | classé                  | « PA00088392 », notice no PA00088392 | 48° 50′ 26″ nord, 2° 20′ 31″ est   |                   |
| Immeuble                                                           | 5e arrondissement de Paris  | Paris                 | Île-de-France              | inscrit                 | « PA00088456 », notice no PA00088456 | 48° 50′ 49″ nord, 2° 20′ 53″ est   |                   |
| Immeuble                                                           | 5e arrondissement de Paris  | Paris                 | Île-de-France              | inscrit                 | « PA00088457 », notice no PA00088457 | 48° 50′ 48″ nord, 2° 20′ 53″ est   |                   |
| Hôtel du Docteur Coste                                             | 6e arrondissement de Paris  | Paris                 | Île-de-France              | inscrit                 | « PA00088531 », notice no PA00088531 | 48° 50′ 59″ nord, 2° 19′ 35″ est   |                   |
| Hôtel Charles-Testu                                                | 6e arrondissement de Paris  | Paris                 | Île-de-France              | inscrit                 | « PA00088528 », notice no PA00088528 | 48° 51′ 00″ nord, 2° 20′ 16″ est   |                   |
| Immeuble                                                           | 6e arrondissement de Paris  | Paris                 | Île-de-France              | inscrit                 | « PA00088568 », notice no PA00088568 | 48° 50′ 58″ nord, 2° 19′ 35″ est   |                   |
| Immeuble Hennebique                                                | 6e arrondissement de Paris  | Paris                 | Île-de-France              | inscrit                 | « PA00088580 », notice no PA00088580 | 48° 51′ 10″ nord, 2° 20′ 34″ est   |                   |
| Immeuble                                                           | 6e arrondissement de Paris  | Paris                 | Île-de-France              | inscrit                 | « PA00088561 », notice no PA00088561 | 48° 50′ 57″ nord, 2° 19′ 51″ est   |                   |
| Hôtel d'Asfeld                                                     | 6e arrondissement de Paris  | Paris                 | Île-de-France              | inscrit                 | « PA00088523 », notice no PA00088523 | 48° 50′ 59″ nord, 2° 19′ 35″ est   |                   |
| Immeuble                                                           | 6e arrondissement de Paris  | Paris                 | Île-de-France              | inscrit                 | « PA00088558 », notice no PA00088558 | 48° 50′ 58″ nord, 2° 19′ 51″ est   |                   |
| Maison                                                             | 6e arrondissement de Paris  | Paris                 | Île-de-France              | inscrit                 | « PA00088559 », notice no PA00088559 | 48° 50′ 58″ nord, 2° 19′ 51″ est   |                   |
| Immeuble                                                           | 6e arrondissement de Paris  | Paris                 | Île-de-France              | inscrit                 | « PA00088644 », notice no PA00088644 | 48° 50′ 59″ nord, 2° 20′ 15″ est   |                   |
| Hôtel de Tessé                                                     | 7e arrondissement de Paris  | Paris                 | Île-de-France              | inscrit                 | « PA00088743 », notice no PA00088743 | 48° 51′ 29″ nord, 2° 19′ 58″ est   |                   |
| Tour Eiffel                                                        | 7e arrondissement de Paris  | Paris                 | Île-de-France              | inscrit                 | « PA00088801 », notice no PA00088801 | 48° 51′ 30″ nord, 2° 17′ 40″ est   |                   |
| Immeuble Lavirotte                                                 | 7e arrondissement de Paris  | Paris                 | Île-de-France              | inscrit                 | « PA00088782 », notice no PA00088782 | 48° 51′ 33″ nord, 2° 18′ 03″ est   |                   |
| Hôtel Crillon                                                      | 8e arrondissement de Paris  | Paris                 | Île-de-France              | classé                  | « PA00088825 », notice no PA00088825 | 48° 52′ 02″ nord, 2° 19′ 17″ est   |                   |
| Immeuble                                                           | 8e arrondissement de Paris  | Paris                 | Île-de-France              | inscrit                 | « PA00088855 », notice no PA00088855 | 48° 52′ 03″ nord, 2° 19′ 22″ est   |                   |
| Immeuble                                                           | 8e arrondissement de Paris  | Paris                 | Île-de-France              | inscrit                 | « PA00088862 », notice no PA00088862 | 48° 52′ 05″ nord, 2° 19′ 22″ est   |                   |
| Céramic Hôtel                                                      | 8e arrondissement de Paris  | Paris                 | Île-de-France              | inscrit                 | « PA00088808 », notice no PA00088808 | 48° 52′ 37″ nord, 2° 17′ 51″ est   |                   |
| Hôtel Lalique                                                      | 8e arrondissement de Paris  | Paris                 | Île-de-France              | inscrit                 | « PA00088838 », notice no PA00088838 | 48° 51′ 54″ nord, 2° 18′ 16″ est   |                   |
| Hôtel Bélanger                                                     | 9e arrondissement de Paris  | Paris                 | Île-de-France              | inscrit                 | « PA00088911 », notice no PA00088911 | 48° 52′ 31″ nord, 2° 20′ 13″ est   |                   |
| Hôtel Rousseau                                                     | 9e arrondissement de Paris  | Paris                 | Île-de-France              | inscrit                 | « PA00088918 », notice no PA00088918 | 48° 52′ 51″ nord, 2° 20′ 09″ est   |                   |
| Musée Grévin                                                       | 9e arrondissement de Paris  | Paris                 | Île-de-France              | inscrit                 | « PA00088993 », notice no PA00088993 | 48° 52′ 18″ nord, 2° 20′ 31″ est   |                   |
| Église Saint-Prix de Bertignat                                     | Bertignat                   | Puy-de-Dôme           | Auvergne-Rhône-Alpes       | classé                  | « PA00091890 », notice no PA00091890 | 45° 37′ 07″ nord, 3° 40′ 52″ est   |                   |
| Maison                                                             | Clermont-Ferrand            | Puy-de-Dôme           | Auvergne-Rhône-Alpes       | inscrit                 | « PA00092027 », notice no PA00092027 | 45° 46′ 49″ nord, 3° 05′ 14″ est   |                   |
| Maison                                                             | Clermont-Ferrand            | Puy-de-Dôme           | Auvergne-Rhône-Alpes       | inscrit                 | « PA00092031 », notice no PA00092031 | 45° 46′ 42″ nord, 3° 05′ 14″ est   |                   |
| Borne armoriée du Crest                                            | Le Crest                    | Puy-de-Dôme           | Auvergne-Rhône-Alpes       | inscrit                 | « PA00092099 », notice no PA00092099 |                                    |                   |
| Croix des Issards                                                  | Marsac-en-Livradois         | Puy-de-Dôme           | Auvergne-Rhône-Alpes       | inscrit                 | « PA00092171 », notice no PA00092171 | 45° 26′ 54″ nord, 3° 42′ 42″ est   |                   |
| Maison                                                             | Riom                        | Puy-de-Dôme           | Auvergne-Rhône-Alpes       | inscrit                 | « PA00092305 », notice no PA00092305 | 45° 53′ 37″ nord, 3° 06′ 57″ est   |                   |
| Église Saint-Félix de Calmeilles                                   | Calmeilles                  | Pyrénées-Orientales   | Occitanie                  | inscrit                 | « PA00103974 », notice no PA00103974 | 42° 33′ 08″ nord, 2° 40′ 30″ est   |                   |
| Église Saint-Fructueux de Camélas                                  | Camélas                     | Pyrénées-Orientales   | Occitanie                  | inscrit                 | « PA00103976 », notice no PA00103976 | 42° 37′ 49″ nord, 2° 41′ 01″ est   |                   |
| Église Saint-Martin de Corsavy                                     | Corsavy                     | Pyrénées-Orientales   | Occitanie                  | inscrit                 | « PA00104008 », notice no PA00104008 | 42° 27′ 59″ nord, 2° 34′ 47″ est   |                   |
| Église Sainte-Colombe de Vià                                       | Font-Romeu-Odeillo-Via      | Pyrénées-Orientales   | Occitanie                  | inscrit                 | « PA00104056 », notice no PA00104056 | 42° 29′ 22″ nord, 2° 02′ 24″ est   |                   |
| Église Saint-Jean d'Oms                                            | Oms                         | Pyrénées-Orientales   | Occitanie                  | inscrit                 | « PA00104060 », notice no PA00104060 | 42° 32′ 37″ nord, 2° 41′ 49″ est   |                   |
| Église Sainte-Eugénie d'Ortaffa                                    | Ortaffa                     | Pyrénées-Orientales   | Occitanie                  | inscrit                 | « PA00104061 », notice no PA00104061 | 42° 34′ 51″ nord, 2° 55′ 36″ est   |                   |
| Église Saint-Pierre d'Osséja                                       | Osséja                      | Pyrénées-Orientales   | Occitanie                  | inscrit                 | « PA00104062 », notice no PA00104062 | 42° 24′ 54″ nord, 1° 58′ 53″ est   |                   |
| Hôtel Çagarriga (Muséum d'histoire naturelle)                      | Perpignan                   | Pyrénées-Orientales   | Occitanie                  | inscrit                 | « PA00104085 », notice no PA00104085 | 42° 41′ 51″ nord, 2° 53′ 59″ est   |                   |
| Maison                                                             | Perpignan                   | Pyrénées-Orientales   | Occitanie                  | inscrit                 | « PA00104081 », notice no PA00104081 | 42° 42′ 00″ nord, 2° 53′ 38″ est   |                   |
| Porte fortifiée                                                    | Pézilla-la-Rivière          | Pyrénées-Orientales   | Occitanie                  | inscrit                 | « PA00104091 », notice no PA00104091 | 42° 41′ 41″ nord, 2° 46′ 12″ est   |                   |
| Église Saint-Vincent de Ria                                        | Ria-Sirach                  | Pyrénées-Orientales   | Occitanie                  | inscrit                 | « PA00104106 », notice no PA00104106 | 42° 36′ 32″ nord, 2° 24′ 00″ est   |                   |
| Aqueduc du Gier                                                    | Chaponost                   | Rhône                 | Auvergne-Rhône-Alpes       | inscrit                 | « PA00117731 », notice no PA00117731 | 45° 43′ 13″ nord, 4° 45′ 35″ est   |                   |
| Aqueduc du Gier                                                    | 5e arrondissement de Lyon   | Rhône                 | Auvergne-Rhône-Alpes       | inscrit                 | « PA00117782 », notice no PA00117782 | 45° 45′ 34″ nord, 4° 48′ 54″ est   |                   |
| Immeuble                                                           | 2e arrondissement de Lyon   | Rhône                 | Auvergne-Rhône-Alpes       | classé                  | « PA00117870 », notice no PA00117870 | 45° 45′ 51″ nord, 4° 50′ 04″ est   |                   |
| Hôtel-Dieu de Louhans                                              | Louhans                     | Saône-et-Loire        | Bourgogne-Franche-Comté    | classé                  | « PA00113313 », notice no PA00113313 | 46° 37′ 43″ nord, 5° 13′ 31″ est   |                   |
| Château de Lugny                                                   | Lugny-lès-Charolles         | Saône-et-Loire        | Bourgogne-Franche-Comté    | inscrit                 | « PA00113318 », notice no PA00113318 | 46° 24′ 41″ nord, 4° 12′ 40″ est   |                   |
| Hôtel Vantey                                                       | Mâcon                       | Saône-et-Loire        | Bourgogne-Franche-Comté    | inscrit                 | « PA00113326 », notice no PA00113326 | 46° 18′ 27″ nord, 4° 49′ 57″ est   |                   |
| Hôtel-Dieu                                                         | Mâcon                       | Saône-et-Loire        | Bourgogne-Franche-Comté    | inscrit                 | « PA00113323 », notice no PA00113323 | 46° 18′ 33″ nord, 4° 49′ 50″ est   |                   |
| Prieuré des Moines                                                 | Mazille                     | Saône-et-Loire        | Bourgogne-Franche-Comté    | inscrit                 | « PA00113352 », notice no PA00113352 | 46° 23′ 42″ nord, 4° 36′ 10″ est   |                   |
| Hôtel-Dieu                                                         | Tournus                     | Saône-et-Loire        | Bourgogne-Franche-Comté    | classé                  | « PA00113493 », notice no PA00113493 | 46° 33′ 43″ nord, 4° 54′ 40″ est   |                   |
| Prieuré de Château-l'Hermitage                                     | Château-l'Hermitage         | Sarthe                | Pays de la Loire           | classé                  | « PA00109706 », notice no PA00109706 | 47° 48′ 11″ nord, 0° 10′ 56″ est   |                   |
| Église Saint-Lubin de Coulongé                                     | Coulongé                    | Sarthe                | Pays de la Loire           | classé                  | « PA00109728 », notice no PA00109728 | 47° 41′ 24″ nord, 0° 12′ 10″ est   |                   |
| Château de Montmirail                                              | Montmirail                  | Sarthe                | Pays de la Loire           | inscrit                 | « PA00109885 », notice no PA00109885 | 48° 06′ 12″ nord, 0° 47′ 25″ est   |                   |
| Château de Courtilloles                                            | Saint-Rigomer-des-Bois      | Sarthe                | Pays de la Loire           | inscrit Remplacé (2021) | « PA00109959 », notice no PA00109959 | 48° 22′ 53″ nord, 0° 09′ 06″ est   |                   |
| Château de Loche                                                   | Grésy-sur-Aix               | Savoie                | Auvergne-Rhône-Alpes       | inscrit                 | « PA00118259 », notice no PA00118259 | 45° 44′ 28″ nord, 5° 55′ 57″ est   |                   |
| Borne fleurdelysée n°27 (Aubepierre-Ozouer-le-Repos)               | Aubepierre-Ozouer-le-Repos  | Seine-et-Marne        | Île-de-France              | classé                  | « PA00086797 », notice no PA00086797 | 48° 35′ 50″ nord, 2° 54′ 20″ est   |                   |
| Borne fleurdelysée n°38 (La Chapelle-Saint-Sulpice)                | La Chapelle-Saint-Sulpice   | Seine-et-Marne        | Île-de-France              | classé                  | « PA00086865 », notice no PA00086865 | 48° 33′ 34″ nord, 3° 10′ 31″ est   |                   |
| Borne fleurdelysée n°28 (Grandpuits-Bailly-Carrois)                | Grandpuits-Bailly-Carrois   | Seine-et-Marne        | Île-de-France              | classé                  | « PA00087014 », notice no PA00087014 | 48° 35′ 15″ nord, 2° 55′ 41″ est   |                   |
| Borne fleurdelysée n°30 (Grandpuits-Bailly-Carrois)                | Grandpuits-Bailly-Carrois   | Seine-et-Marne        | Île-de-France              | classé                  | « PA00087015 », notice no PA00087015 | 48° 34′ 45″ nord, 2° 58′ 43″ est   |                   |
| Borne fleurdelysée n°25 (Mormant)                                  | Mormant                     | Seine-et-Marne        | Île-de-France              | classé                  | « PA00087149 », notice no PA00087149 | 48° 37′ 02″ nord, 2° 51′ 59″ est   |                   |
| Borne fleurdelysée n°34 (Rampillon)                                | Rampillon                   | Seine-et-Marne        | Île-de-France              | classé                  | « PA00087251 », notice no PA00087251 | 48° 33′ 53″ nord, 3° 02′ 39″ est   |                   |
| Borne fleurdelysée n°36 (Vanvillé)                                 | Vanvillé                    | Seine-et-Marne        | Île-de-France              | classé                  | « PA00087304 », notice no PA00087304 | 48° 33′ 41″ nord, 3° 05′ 48″ est   |                   |
| Borne fleurdelysée n°39 (Vulaines-lès-Provins)                     | Vulaines-lès-Provins        | Seine-et-Marne        | Île-de-France              | classé                  | « PA00087332 », notice no PA00087332 | 48° 33′ 33″ nord, 3° 12′ 10″ est   |                   |
| Presbytère de Barentin                                             | Barentin                    | Seine-Maritime        | Normandie                  | inscrit                 | « PA00100553 », notice no PA00100553 | 49° 32′ 47″ nord, 0° 57′ 10″ est   |                   |
| Chapelle de Launay                                                 | Ernemont-la-Villette        | Seine-Maritime        | Normandie                  | inscrit                 | « PA00100645 », notice no PA00100645 | 49° 26′ 56″ nord, 1° 43′ 46″ est   |                   |
| Chapelle de Flamanvillette                                         | Sasseville                  | Seine-Maritime        | Normandie                  | inscrit                 | « PA00101058 », notice no PA00101058 | 49° 46′ 52″ nord, 0° 42′ 31″ est   |                   |
| Abbaye de Valloires                                                | Argoules                    | Somme                 | Hauts-de-France            | classé                  | « PA00116080 », notice no PA00116080 | 50° 20′ 55″ nord, 1° 49′ 08″ est   |                   |
| Oppidum de Liercourt-Érondelle                                     | Érondelle                   | Somme                 | Hauts-de-France            | classé                  | « PA00116144 », notice no PA00116144 | 50° 02′ 26″ nord, 1° 53′ 04″ est   |                   |
| Domaine de la Fédial                                               | Castres                     | Tarn                  | Occitanie                  | inscrit                 | « PA00095505 », notice no PA00095505 | 43° 36′ 07″ nord, 2° 11′ 10″ est   |                   |
| Château des Fours                                                  | Cumont                      | Tarn-et-Garonne       | Occitanie                  | inscrit                 | « PA00095741 », notice no PA00095741 | 43° 51′ 18″ nord, 0° 54′ 45″ est   |                   |
| Porte de ville                                                     | Montpezat-de-Quercy         | Tarn-et-Garonne       | Occitanie                  | classé                  | « PA00095843 », notice no PA00095843 | 44° 14′ 18″ nord, 1° 28′ 34″ est   |                   |
| Croix de chemin datée de 1712                                      | Offemont                    | Territoire de Belfort | Bourgogne-Franche-Comté    | inscrit                 | « PA00101154 », notice no PA00101154 | 47° 39′ 39″ nord, 6° 52′ 11″ est   |                   |
| Église Saint-Brice de Saint-Brice-sous-Forêt                       | Saint-Brice-sous-Forêt      | Val-d'Oise            | Île-de-France              | classé                  | « PA00080188 », notice no PA00080188 | 49° 00′ 06″ nord, 2° 21′ 17″ est   |                   |
| Château de Grosbois                                                | Boissy-Saint-Léger          | Val-de-Marne          | Île-de-France              | inscrit                 | « PA00079849 », notice no PA00079849 | 48° 44′ 07″ nord, 2° 31′ 39″ est   |                   |
| Tour du village                                                    | Le Revest-les-Eaux          | Var                   | Provence-Alpes-Côte d'Azur | inscrit                 | « PA00081698 », notice no PA00081698 | 43° 10′ 34″ nord, 5° 55′ 38″ est   |                   |
| Hôtel de Caumont                                                   | Avignon                     | Vaucluse              | Provence-Alpes-Côte d'Azur | classé                  | « PA00081845 », notice no PA00081845 | 43° 56′ 41″ nord, 4° 48′ 15″ est   |                   |
| Tour de Bauzon et chapelle Saint-Blaise de Bollène                 | Bollène                     | Vaucluse              | Provence-Alpes-Côte d'Azur | classé                  | « PA00081979 », notice no PA00081979 | 44° 16′ 34″ nord, 4° 47′ 13″ est   |                   |
| Logis de La Vérie                                                  | Challans                    | Vendée                | Pays de la Loire           | inscrit                 | « PA00110067 », notice no PA00110067 | 46° 49′ 27″ nord, 1° 54′ 11″ ouest |                   |
| Château de Valençay                                                | Antran                      | Vienne                | Nouvelle-Aquitaine         | inscrit                 | « PA00105332 », notice no PA00105332 | 46° 52′ 41″ nord, 0° 32′ 14″ est   |                   |
| Site archéologiques de Civaux                                      | Civaux                      | Vienne                | Nouvelle-Aquitaine         | classé                  | « PA00105427 », notice no PA00105427 | 46° 26′ 41″ nord, 0° 39′ 51″ est   |                   |
| Château de Chambonneau                                             | Gizay                       | Vienne                | Nouvelle-Aquitaine         | inscrit                 | « PA00105462 », notice no PA00105462 | 46° 27′ 24″ nord, 0° 26′ 18″ est   |                   |
| Église Saint-Bénigne                                               | Damblain                    | Vosges                | Grand Est                  | classé                  | « PA00107124 », notice no PA00107124 | 48° 05′ 52″ nord, 5° 39′ 09″ est   |                   |
| Immeuble                                                           | Auxerre                     | Yonne                 | Bourgogne-Franche-Comté    | inscrit                 | « PA00113594 », notice no PA00113594 | 47° 47′ 40″ nord, 3° 33′ 59″ est   |                   |
| Château de Passy-Véron                                             | Passy                       | Yonne                 | Bourgogne-Franche-Comté    | inscrit                 | « PA00113775 », notice no PA00113775 | 48° 06′ 49″ nord, 3° 18′ 21″ est   |                   |
| Hôtel-Dieu de Mantes-la-Jolie                                      | Mantes-la-Jolie             | Yvelines              | Île-de-France              | inscrit                 | « PA00087514 », notice no PA00087514 | 48° 59′ 23″ nord, 1° 43′ 09″ est   |                   |
| Château de Villiers-le-Mahieu                                      | Villiers-le-Mahieu          | Yvelines              | Île-de-France              | inscrit                 | « PA00087785 », notice no PA00087785 | 48° 51′ 30″ nord, 1° 46′ 05″ est   |                   |